# Conspirations dans l'Égypte antique
Vous lisez un « article de qualité » labellisé en 2016.

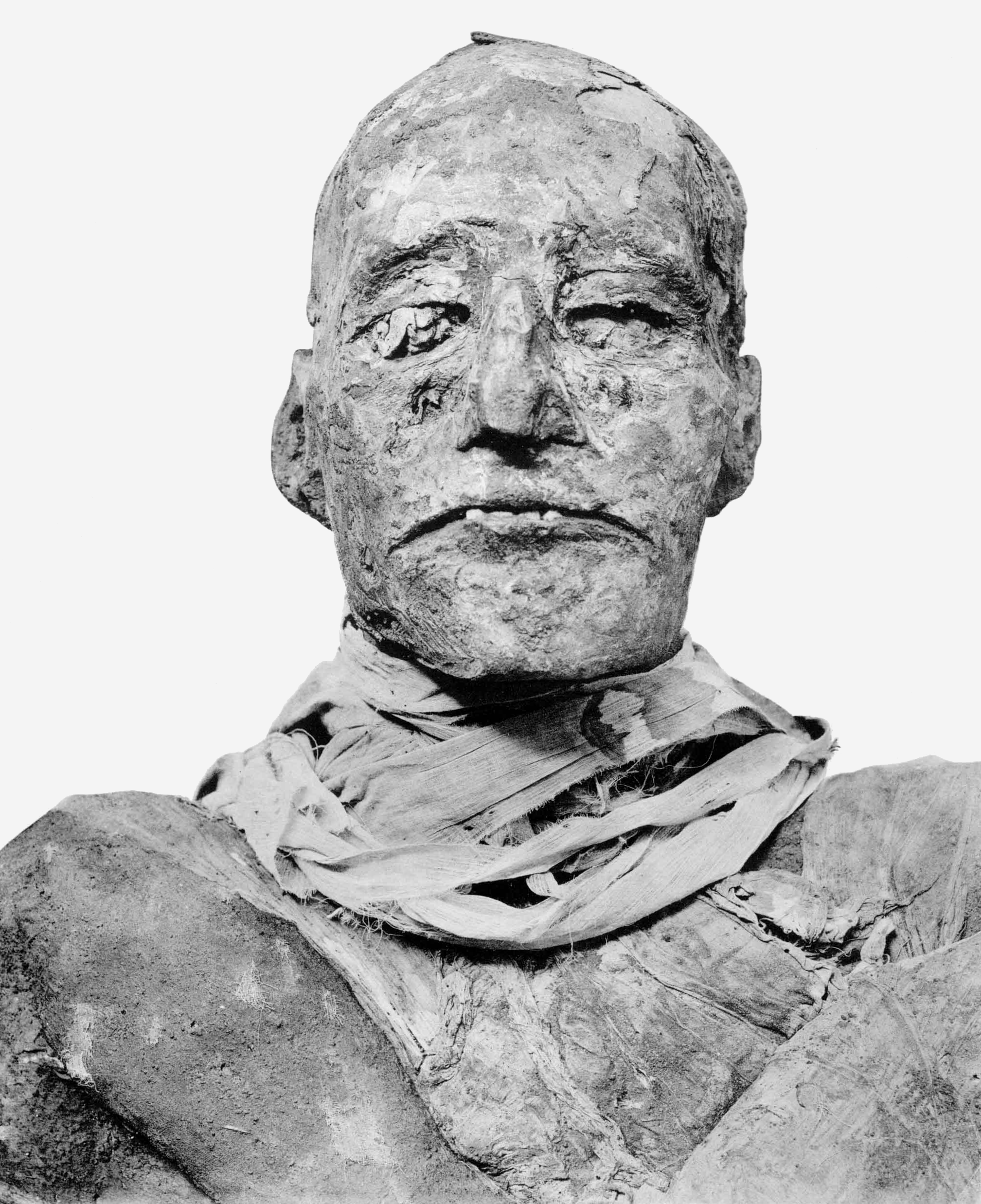
Momie de Ramsès III, pharaon égorgé lors d'une conspiration.

Dans l'Égypte antique, il est attesté que des conspirations ont été fomentées au sein du palais royal afin de mettre à mort le souverain régnant. Les textes sont généralement muets à propos des luttes d'influence mais quelques sources historiques, soit indirectes, soit très parlantes, dépeignent une famille royale désunie et agitée par de basses rancœurs. Grand polygame, Pharaon dispose de nombreuses concubines logées dans les bâtiments du harem. À certains moments de l'histoire, autour de femmes animées par l'ambition et la jalousie, se sont agrégées des coteries prêtes à sacrifier l'intérêt général pour les besoins particuliers de princes et de courtisans en manque de reconnaissance. Dans les cas les plus graves, ces factions se sont manifestées en fomentant des conspirations et la vie du souverain s'en est trouvée menacée voire abrégée — tout ceci au bénéfice espéré d'une épouse secondaire et de l'aîné de ses fils en compétition avec celui, plus légitime, de la Grande épouse royale.
Sous l'Ancien Empire, la VIe dynastie a connu plusieurs soubresauts de ce genre. Selon l'historien Manéthon, le pharaon Téti a été assassiné par ses gardes du corps. Une vaste campagne de damnatio memoriae révélée par l'archéologie semble confirmer ce dire. Plus méfiant, Pépi Ier a échappé à un complot qui, comme le rapporte le juge Ouni, a été fomenté par une épouse royale. Quant à la reine Nitocris, selon une légende rapportée par Hérodote, elle aurait vengé l'assassinat de son frère Mérenrê II en noyant les conspirateurs. Sous le Moyen Empire, le complot qui mit fin à la vie d'Amenemhat Ier est documenté par deux textes littéraires d'importance, l'Enseignement du roi Amenemhat à son fils et le Conte de Sinouhé. Les deux montrent clairement que le proche entourage royal est impliqué, gardes du corps, femmes du harem et fils royaux. Tous semblent avoir été animés d'un profond ressentiment envers Sésostris Ier, l'héritier légitime.
Durant le Nouvel Empire, la fin de la XVIIIe dynastie est marquée par l'affaire du meurtre de Zannanza-Smenkhkarê et par la possible élimination du prince Nakhtmin par Horemheb. Sous la XIXe dynastie, contrairement à ce qui a un temps été envisagé, Ramsès II n'est pas monté sur le trône en ayant éliminé un frère aîné rival. Il est cependant possible qu'il ait eu à craindre quelques agissements de la part du général Méhy, un proche conseiller de son père, le pharaon Séthi Ier. Après la mort de Mérenptah, la famille ramesside se déchire durant une quinzaine d'années dans une série de complots ; Amenmes tente de renverser son demi-frère Séthi II, le chancelier Bay place sur le trône le roi fantoche Siptah, la reine Taousert fait éliminer Bay avant de se faire éliminer elle-même par le vieux général Sethnakht, le fondateur de la XXe dynastie. Restaurateur de l'ordre, Ramsès III, après trente-deux ans de règne, est égorgé lors d'une conspiration née dans l'esprit de la reine Tiyi. Comme le révèle le Papyrus judiciaire de Turin, une trentaine de courtisans sont impliqués dans l'affaire, administrateurs du harem, militaires, prêtres et magiciens. La conjuration a cependant échoué dans son objectif principal et le prince Pentaour ne réussit pas à évincer Ramsès IV, le successeur désigné.

## Sources écrites

### Lexique égyptien
Le terme « conspiration » et ses quasi-synonymes de « complot » et de « conjuration » désignent  une entente secrète entre plusieurs personnes, en vue de renverser un pouvoir établi (un gouvernement) ou en vue d'attenter à la vie d'une personne d'autorité (chef d'État, ministre). Dans la langue égyptienne, les termes recouvrant cette notion d'entente néfaste sont iret sema « faire une conjuration », semayt « ennemi des dieux », iret sebjou « faire rébellion (contre pharaon ou les dieux) » et oua « méditer, ourdir, tenir un conciliabule, comploter »,.
| V4 | G1 | A2 |

| V4 | G1 | A2 |

| V4 | G1 | X1 · Z1 |

| V4 | G1 | X1 · Z1 |

| V4 | G1 | X1 | G43 | A1 · Z2 |

| V4 | G1 | X1 | G43 | A1 · Z2 |

| S29 | D58 | M17 | X1 | A14 | Z3 |

| S29 | D58 | M17 | X1 | A14 | Z3 |

| S29 | D58 | M17 | A13 |

| S29 | D58 | M17 | A13 |

| F36 | G1 | M17 | M17 | X1 | A24 | A1 · Z2 |

| F36 | G1 | M17 | M17 | X1 | A24 | A1 · Z2 |

| S29 | U1 | G1 | T30 · D40 |

| S29 | U1 | G1 | T30 · D40 |

| S29 | U1 | G17 | T31 | A24 |

| S29 | U1 | G17 | T31 | A24 |

### Textes égyptiens

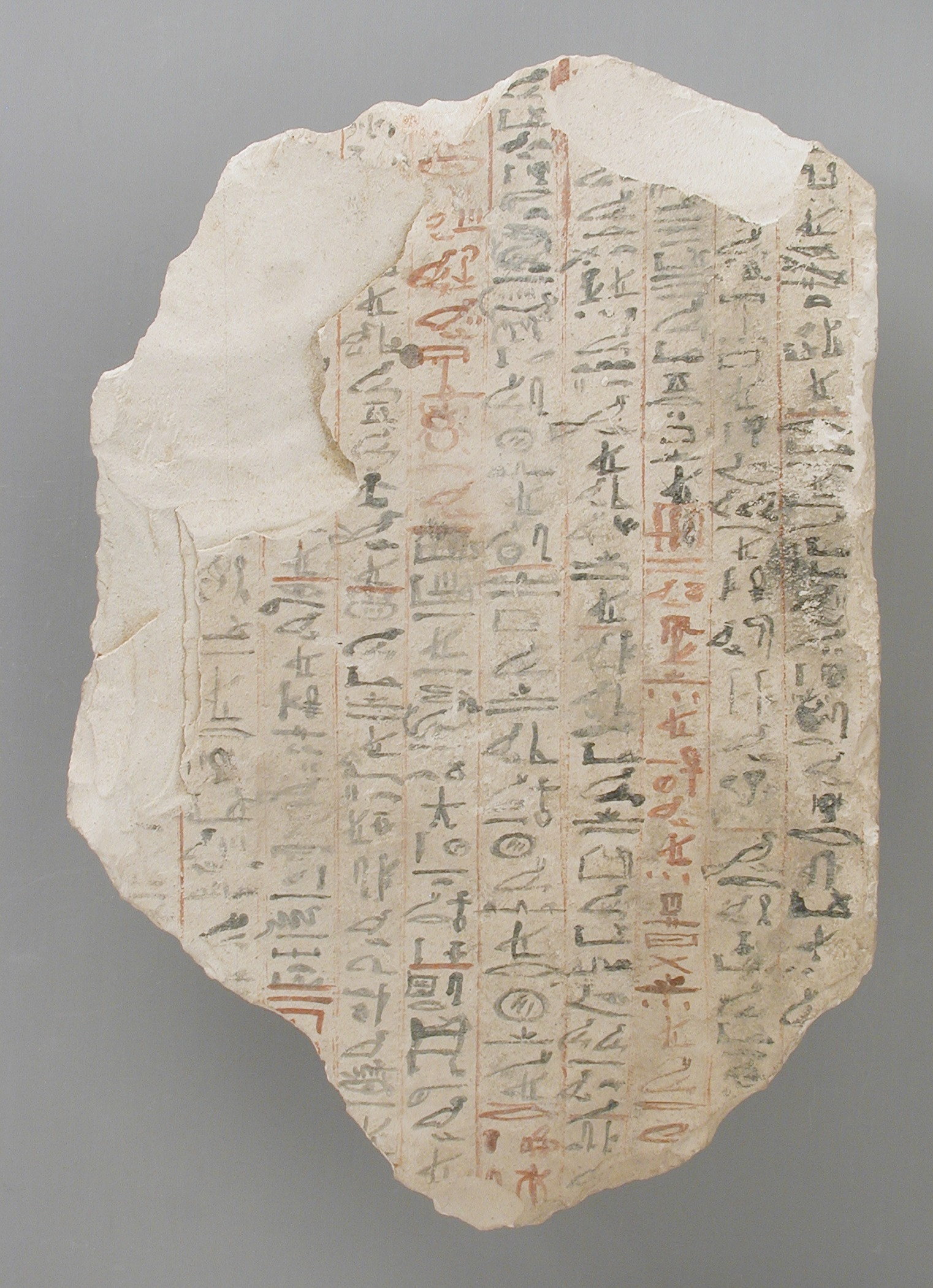
Ostracon mentionnant l’Enseignement du roi Amenemhat à son fils - Nouvel Empire - LACMA.

D'après les seuls textes égyptiens, le nombre des pharaons assassinés lors d'une conspiration est extrêmement mince : Amenemhat Ier sous la XIIe dynastie et Ramsès III sous la XXe dynastie, soit deux rois sur les quelque 345 qui se sont succédé sur 3 000 ans de temps. La mort du premier est renseignée par l’Enseignement du roi Amenemhat à son fils, une sagesse où, depuis l'au-delà, le roi défunt s'adresse à son fils Sésostris Ier. Le texte est connu par plusieurs copies dont les plus anciennes remontent à la XVIIIe dynastie (papyrus Milligen, papyrus Sallier II). Ce texte est une œuvre de commande rédigée par le scribe Khéty peu de temps après l'intronisation de Sésostris. Devenu un classique de l'idéologie royale, le texte est aussi connu par des travaux d'écoliers — très fautifs — sur ostraca et ce jusqu'à la XXXe dynastie. Autre classique littéraire, le Conte de Sinouhé est connu par plusieurs papyrus et ostraca qui vont de la XIIe à la XXe dynastie. La conspiration est évoquée au début de l'intrigue quand le héros surprend une conversation entre deux comploteurs. Pris de panique, il fuit le pays de peur d'être considéré comme complice.
L'assassinat de Ramsès III, lors du complot dit « Conspiration du harem », est renseigné par divers textes judiciaires contemporains aux faits. Les papyrus Lee et Rollin, les textes Riffaud ainsi que le Papyrus judiciaire de Turin en sont les principales sources documentaires. Le dernier se présente comme une liste d'une trentaine de conspirateurs répartis en cinq catégories selon leur degré d'implication. Pour tous ces textes, la phraséologie est obscure car l'événement — jugé par trop abominable — est dissout dans les non-dits et dans des expressions stéréotypées et alambiquées. Les noms des comploteurs sont déformés d'une manière péjorative mais leurs titres honorifiques démontrent qu'ils étaient en relation étroite avec le souverain.

### Autres attestations
Il est possible d'augmenter ce chiffre très restreint de complots par des sources grecques qu'aucun document égyptien ne vient confirmer. Hérodote rapporte que la reine Nitocris s'est vengée des conspirateurs qui avaient assassiné son frère (Histoires II, 100). Cela implique que Mérenrê II aurait lui aussi été assassiné. Selon les dires de Manéthon, le roi Téti (Othoès) a été assassiné par ses propres gardes (Ægyptiaca, fr. 20-22). Des preuves archéologiques indirectes laissent entendre que des courtisans de Téti ont effectivement pris part à une conspiration ; de même pour l'entourage de Pépi Ier. Manéthon rapporte aussi l'assassinat d'Amenemhat II par ses eunuques (Ægyptiaca, fr. 34-37). Un régicide semble avéré sous la XVIIIe dynastie, non pas sur Toutânkhamon comme d'aucuns l'ont avancé, mais sur son obscur prédécesseur Smenkhkarê. L'identité de ce dernier est encore discutée. Il semble être le prince Zannanza mentionné par des écrits hittites, telles la Geste de Shouppilouliouma et la Prière de Moursili à tous les dieux ; les deux faisant référence à des lettres diplomatiques échangées entre l'empereur Shouppilouliouma et une reine égyptienne anonyme, veuve d'Akhenaton. D'autres pharaons ont connu une mort violente sans que les chroniques parlent de conspiration ; Narmer lors d'une chasse, Seqenenrê Tâa lors d'une guerre, Bocchoris et Apriès lors de conflits entre dynasties rivales, Ptolémée XI égorgé par une foule en colère et Ptolémée XIV, dit Césarion, éliminé par l'empereur romain Auguste.

## Arrière-plan mythologique

### Problématique du régicide

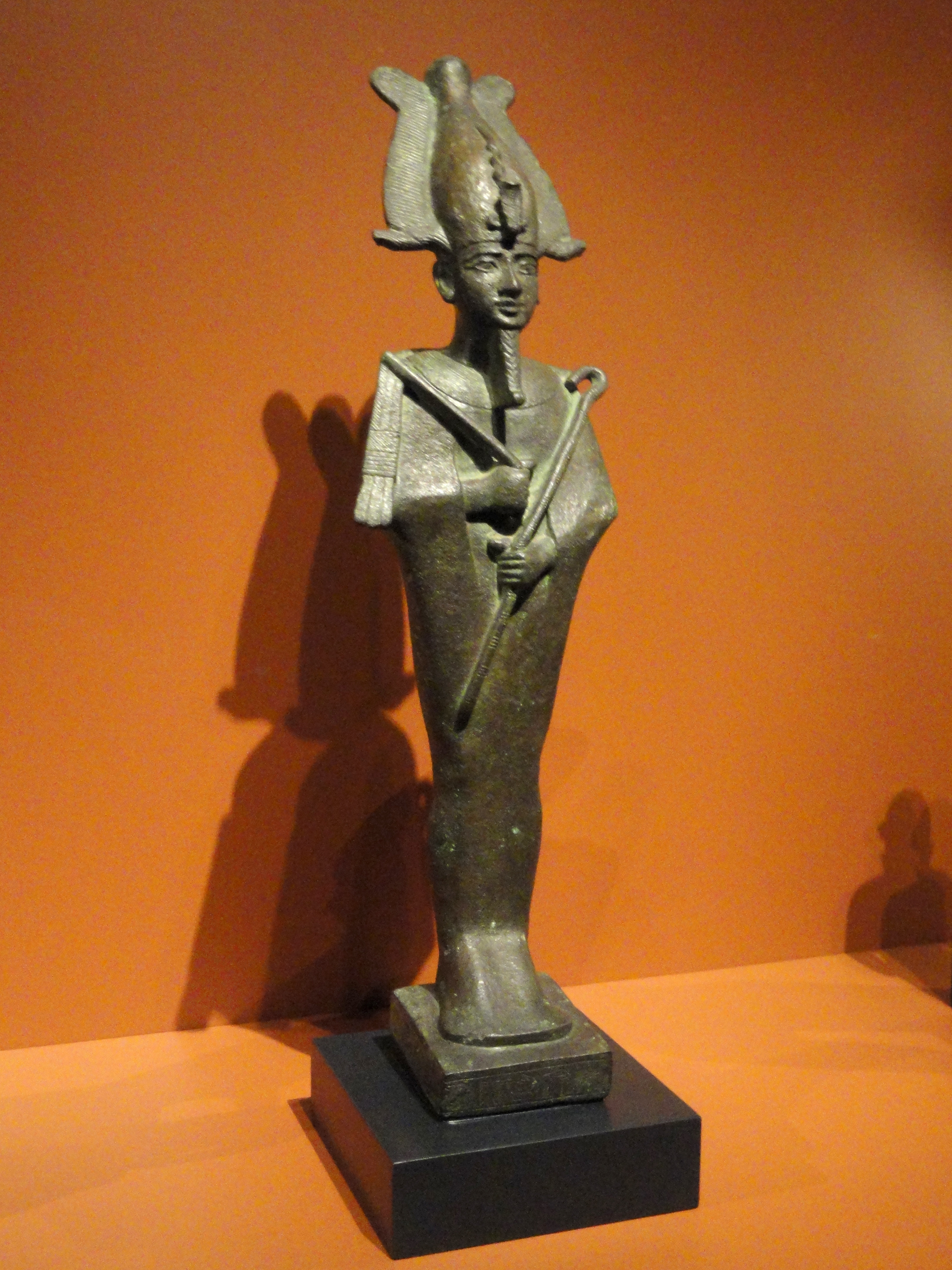
Statuette d'Osiris - Basse époque - Musée d'art Nelson-Atkins.

En Égypte antique, mais aussi pour les royaumes africains pré-coloniaux, la problématique du régicide s'inscrit sur un fond cosmo-mythologique très prégnant. Chez les Moundang du Tchad, le roi de Léré se devait d'être exécuté au bout de sept années de règne avant qu'il ne perde son pouvoir sur les phénomènes météorologiques. Chez les Shilluk du Nil Blanc, le roi de Fachoda est exécuté par ses gardes sur recommandation des épouses royales lorsque, vieillissant, il n'arrive plus à les satisfaire sexuellement. L'idée sous-jacente est la crainte que, par mimétisme, la décrépitude physique du souverain fasse connaître à la nation entière le même sort. Dans le mythe osirien, référence obligée de la royauté pharaonique, le roi Osiris meurt dans sa 28e année de règne dans un complot fomenté par son frère Seth-Typhon. 

« Ayant pris en secret la longueur exacte du corps d'Osiris, Typhon, d'après cette mesure, fit construire un coffre superbe et remarquablement décoré, et ordonna qu'on l'apportât au milieu d'un festin. À la vue de ce coffre, tous les convives furent étonnés et ravis. Typhon alors promit en plaisantant qu'il en ferait présent à celui qui, en s'y couchant, le remplirait exactement. Les uns après les autres tous les convives l'essayèrent, mais aucun d'eux ne le trouvait à sa taille. Enfin Osiris y entra et tout de son long s'y étendit. Au même instant, tous les convives s’élancèrent pour fermer le couvercle. (…) L'opération terminée, le coffre fut porté sur le fleuve, et on le fit descendre jusque dans la mer. »

— Plutarque, Sur Isis et Osiris, extraits du § 13. Traduction de Mario Meunier
Comme le renseignent Les Aventures d'Horus et Seth, après la disparition d'Osiris, la problématique principale n'est pas tant de châtier le coupable du meurtre que de trouver le meilleur candidat à la charge pharaonique. Un tribunal divin présidé par Rê est mandaté pour résoudre cette question. Le choix doit se faire entre Seth et Horus. Le premier, dieu adulte et puissant, a pour lui l'entêtement et la force physique. Le second, très jeune et sans expérience, ne peut lui arguer que de ses droits de fils héritier légitime. Les deux dieux rivalisent de puissance durant de nombreuses années lors de joutes et de concours. La préférence du tribunal se porte finalement sur Horus, fort du soutien de son père Osiris qui, depuis l'au-delà, a la maîtrise sur la fertilité agricole. Trois régicides pharaoniques sont plus ou moins bien documentés ; les assassinats de Téti (VIe dynastie), Amenemhat Ier (XIIe dynastie) et Ramsès III (XXe dynastie). Dans les trois cas, il s'agit de souverains forts, restaurateurs de l'ordre dynastique, mais âgés ou vieillissants. Amenemhat et Ramsès sont à leur mort des septuagénaires. Pour le dernier, l'examen de la momie au scanner médical a révélé une maladie cardiaque très invalidante. Dans les trois cas, il est troublant de constater que les comploteurs ont perpétré leurs actes meurtriers à un moment où l'aura sacrée du pharaon était épuisée (vers les trente ans de règne), juste avant la célébration de la Fête-Sed censée régénérer le souverain et lui redonner toute sa vigueur physique et divine.

### Règles successorales

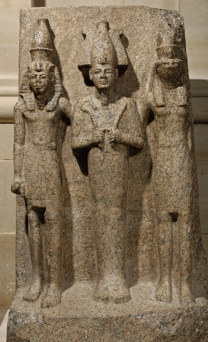
Osiris entouré par un pharaon ramesside (à gauche) et Horus (à droite) - - Musée du Louvre.

Société patriarcale, l'Égypte antique donne prioritairement aux hommes la détention de l’autorité tout en accordant quelques droits et libertés aux femmes. À tous les niveaux sociaux, du plus modeste au plus haut, le fils espère hériter de la charge professionnelle exercée par son père. Les héritiers du trône doivent en principe être les fils de la Grande épouse royale (reine), mais, par défaut, ils peuvent aussi être issus d'une épouse secondaire. L'accès d'une femme au pouvoir suprême est un fait hors norme, en lien avec la déliquescence du pouvoir monarchique, comme pour Nitocris et Néférousobek, ou lors de crises successorales liées à la consanguinité, comme pour les cas d'Hatchepsout, Ânkh-Khéperourê et Taousert.
La royauté égyptienne n'a pas codifié clairement ses modalités successorales, mais le mythe osirien est prépondérant : « Que le patrimoine soit donné au fils qui enterre, selon la loi de pharaon ». La célébration des funérailles royales est placée sous le patronage symbolique d'Horus, fils d'Osiris. Le rôle social du fils est d'entretenir le souvenir de son père défunt en organisant son enterrement et son culte funéraire. Transposé au sein de la famille royale, le mythe osirien justifie la succession de père en fils. L'acte filial d'Horus (pharaon vivant) auprès d'Osiris (pharaon mort) rend légitime la succession. Ainsi, pour asseoir son autorité, tout nouveau pharaon se doit de procéder aux funérailles de son prédécesseur. La filiation génétique réelle n'est ainsi qu'une donnée secondaire. Ce qui importe, c'est de reconnaître son prédécesseur comme son ancêtre et de se placer dans son lignage en lui rendant un culte funéraire. Pour exemple, le pharaon Aÿ (soixante ans à l'investiture), successeur de Toutânkhamon (vingt ans au décès), joue le rôle rituel et social du fils alors qu'il est en âge biologique d'être le grand-père.
Pour devenir pharaon, il ne suffit donc pas de se faire couronner comme tel, il est impératif de présider à des funérailles royales. La possession d'une dépouille, afin de l'enterrer, est par conséquent une nécessité politique. Ainsi, quoi de mieux, pour en avoir une, que d'assassiner un vieux roi lors d'une conspiration, surtout quand l'héritier pressenti est absent ? Ce fait se remarque dans l'assassinat d'Amenemhat Ier. Guerroyant au loin mais informé de la conspiration, Sésostris Ier se précipite au palais où gît la dépouille de son père afin de reprendre en main la succession. Dès lors, il ne cessera de mettre en avant ses liens filiaux dans des textes de propagande. Bien plus que ne le laissent suggérer les sources écrites, la succession royale est aussi une question de charisme et de concurrence — entre princes et/ou entre courtisans. Devient pharaon celui qui sait rallier autour de sa personne le plus grand nombre de partisans recrutés au sein du palais et au sein de l'administration provinciale. Il n'est d'ailleurs pas innocent que la dépouille d'Osiris, dépecée par Seth, soit assimilée à l'Égypte même. En reconstituant le corps d'Osiris, Horus reconstitue aussi la nation, les quarante-deux morceaux de la dépouille étant mis en relation avec les quarante-deux régions du royaume.

### Ennemis cosmiques

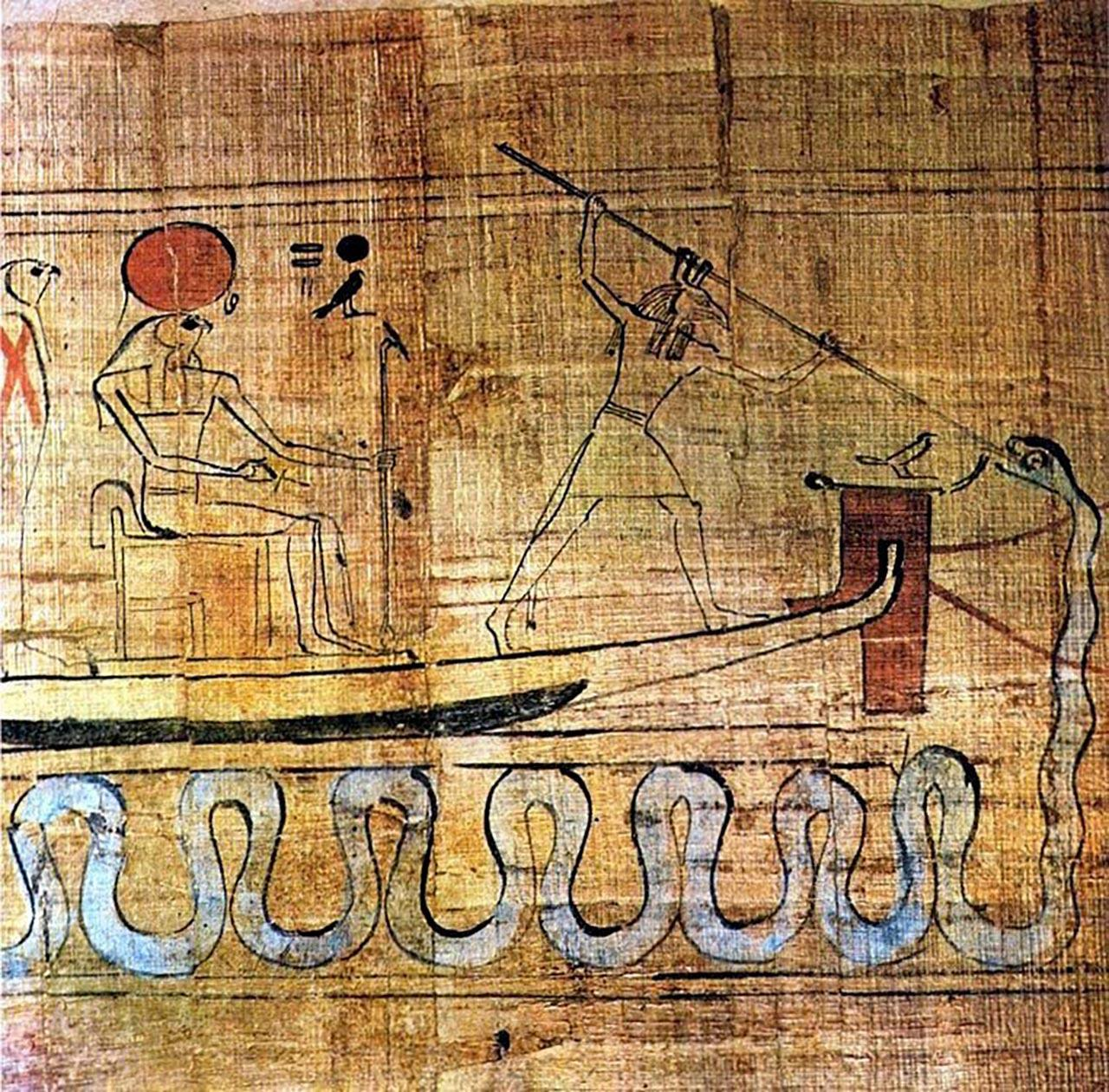
Seth harponnant Apophis. Illustration du Livre des Morts.

Selon la croyance en une justice divine et immanente, le mal appelle le mal et le bien appelle le bien. Les dieux et les ancêtres surveillent les vivants et, lorsqu'une faute est commise, envoient un châtiment. Dans son enseignement, le pharaon Khéty III professe ainsi à son fils que toute mauvaise action en entraîne une autre similaire : « J'ai fait chose semblable si bien que chose semblable s'est produite » (à propos du pillage de la nécropole de This). Cette conception religieuse est au cœur de toutes les affaires judiciaires égyptiennes. Lors d'une procédure de régicide, l'assassinat du pharaon est nié en le faisant parler d'outre tombe. Amenemhat Ier s'adresse à son fils Sésostris Ier dans un récit d'enseignement. Quant à Ramsès III, dans le Papyrus judiciaire de Turin, c'est lui — défunt — et non son successeur Ramsès IV — vivant — qui constitue une cour de justice de douze membres. Aux juges, le défunt n'oublie pas de conseiller : « Quant à tout ce qui fut fait, ce sont eux qui l'ont fait. Puisse tout ce qu'ils ont fait retomber sur leurs têtes ! je suis protégé et exempté pour l'éternité ». Les conspirateurs sont présentés comme les « abominations du pays ». En versant le sang royal, ils sont ceux qui ont commis un acte détestable, ceux qui ont violé un tabou, ceux qui ont offensé les dieux : « L'abomination de chaque dieu et de chaque déesse, totalement ». Juridiquement débaptisés, certains criminels se voient affublés de nouveaux noms qui les assimilent à Apophis, le serpent cosmique hostile à Rê, le roi des dieux ; Medsourê « Rê le hait », Panik « Le serpent-démon », Parêkamenef « Rê l'aveugle ». Selon la croyance, dans l'au-delà, les morts peuvent s'en prendre les uns aux autres. Par conséquent, le roi défunt doit être éternellement protégé ; il ne doit plus avoir d'ennemis ou d'accusateurs. Le bien appelant le bien, ses bonnes actions sont mises en avant. Amenemhat Ier vante sa générosité : « On n'eut pas faim pendant mes années, et on n'y eut pas soif » ; dans le Papyrus Harris, Ramsès III énumère longuement ses donations aux temples. De ce fait, le pharaon est totalement mis hors de cause ; il est sans reproche et les morts condamnés ne peuvent l'atteindre. Pharaon étant celui qui donne aux pauvres et qui fait advenir socialement l'orphelin, les conspirateurs sont de ce fait des ingrats : « Il négligea les nombreux bienfaits qu'avait faits pour lui le roi ». Le mal appelant le mal, les ennemis royaux sont rayés des mémoires. Dans les mastabas, les conspirateurs de l'Ancien Empire sont annihilés en voyant leurs noms effacés et leurs représentations martelées. Voués à cette damnatio memoriæ, ils n'existent plus en tant qu'individus hargneux et dangereux car socialement rejetés du monde des vivants et magiquement hors de celui des morts.

## Palais royal

### Lieux du crime

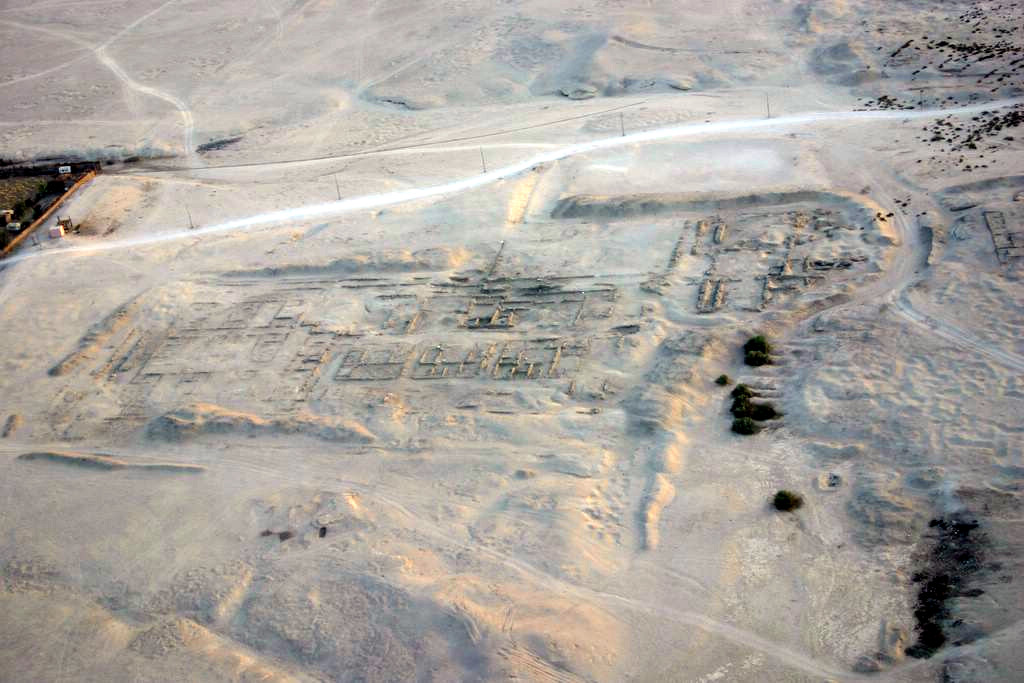
Ruines du palais de Malqata (vue aérienne).

L'archéologie a révélé l'existence de résidences royales à travers toute l'Égypte antique et datées de toutes les époques historiques ; à Memphis (Ancien Empire), à Licht (Moyen Empire), à Thèbes, à Pi-Ramsès (Nouvel Empire), etc. Les ruines les mieux documentées sont le palais d'Amenhotep III de Malqata et les résidences d'Akhenaton et Néfertiti de la ville nouvelle d'Amarna. On peut distinguer plusieurs types de bâtiments en fonction des activités qui leur sont attribuées, les palais gouvernementaux, les palais cérémoniels et les palais résidentiels. Le personnage de Pharaon, le roi d'Égypte, est indissociable de son lieu de résidence. Le terme « pharaon », en égyptien per-âa, signifie ainsi « Grande-Maison ». À l'origine, cette expression ne désigne que le palais. Cependant, à partir du Nouvel Empire, par métonymie, il est aussi entendu qu'il s'agit de la personne qui y réside.

### Garde palatiale

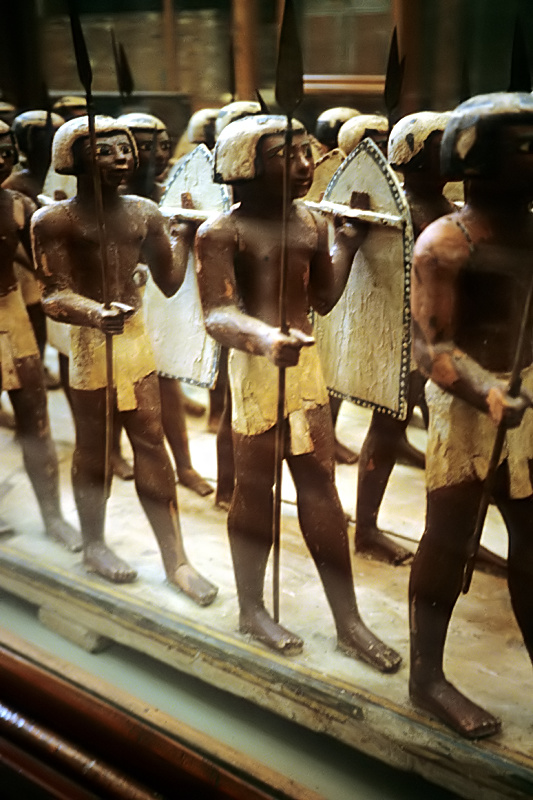
Égyptiens armés (modèle réduit) - - Musée égyptien du Caire.

De nombreuses personnes sont attachées à la personne royale ; serviteurs, médecins, barbiers, artisans. Il va de soi qu'à toutes les époques une surveillance armée est chargée de veiller à la protection du souverain. Cette activité est à la charge de l'administration du setep-sa, un terme qui signifie « escorter / surveiller / garder (quelqu'un) » et, par extension, « palais royal ». L'organisation palatiale égyptienne, surtout pour les époques les plus reculées, est à présent assez difficile à comprendre et à restituer. Durant l'Ancien Empire, selon toute probabilité, la surveillance du pharaon est exercée par le corps des Khentyou-shé ou Khentyou-shé-khaset, respectivement « Ceux qui sont par-devant les jardins » et « Ceux qui sont par-devant les jardins et montagnes ». Ce corps armé ne se limite pas à la surveillance du palais. Il prend aussi en charge la sécurité des complexes funéraires et les domaines royaux. La fonction de ces hommes est d'être au service du pharaon. Aussi sont-ils aussi occupés à produire des ressources agricoles, à participer aux chasses royales et à convoyer ces ressources vers le palais. Ce corps est encadré par une hiérarchie et permet aux individus compétents de monter en grade. Certains vizirs y ont ainsi débuté leur carrière, tel Mérérouka sous Téti ou Tjéjou sous Pépi Ier.
La fidélité des gardes envers le pharaon peut se montrer défaillante. Pour les conspirations les mieux documentées, il s'avère qu'à chaque fois des membres de la garde palatiale ont été impliqués. Téti et Amenemhat Ier ont manifestement péri lors d'une traîtrise ; Pépi Ier en a réchappé par deux fois. Du côté du pouvoir royal, la méfiance est de mise. Dans l'Enseignement pour Mérikarê, le pharaon Khéty III conseille à son fils de susciter le respect de son entourage et de réprimer tout séditieux. Le Conte de Sinouhé et l'Enseignement du roi Amenemhat s'accordent à placer le déroulement de la conspiration visant Amenemhat Ier dans les appartements du palais royal de Licht. La nuit du 7 Athyr de l'an 30 (vers le 13 février 1958 avant notre ère),, des conspirateurs massacrent la garde royale et assassinent le pharaon tiré de son sommeil par le fracas des armes. Avant le décès du roi, Sinouhé est un Shemsou ou « Suivant », c'est-à-dire un garde armé attaché à la protection du palais et un serviteur du harem. Surprenant une conversation entre deux comploteurs, il prend conscience qu'il s'agit d'un meurtre politique et fuit vers le désert, de peur d'être pris pour un complice.

### Harem

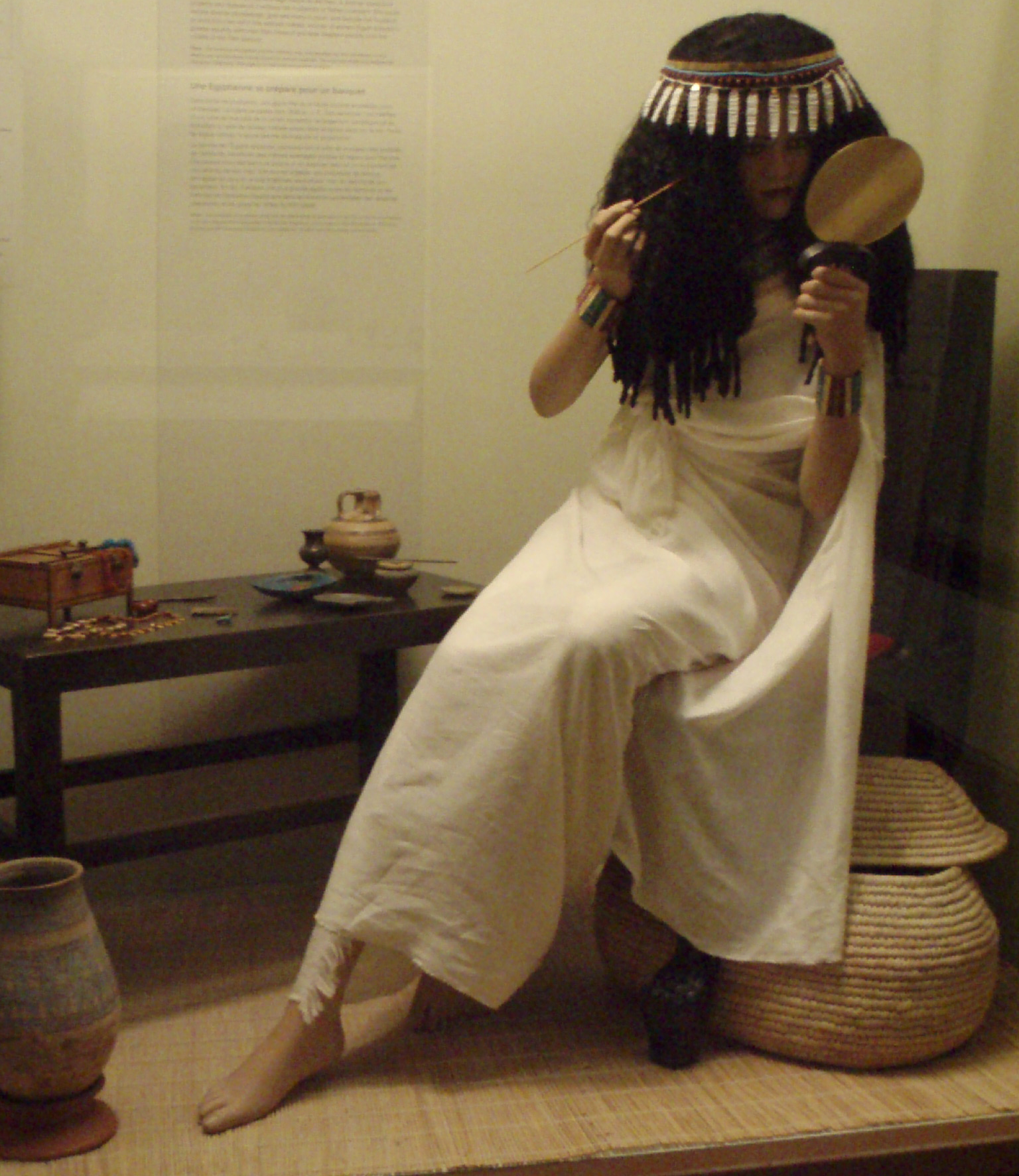
Femme égyptienne occupée à se farder - Royal Ontario Museum.

Dès les temps les plus reculés, le prestige royal s'est manifesté par la pratique de la polygamie. Dans l'Égypte antique, le pharaon se trouve entouré par un nombre considérable d'épouses.
L'institution du Harem, en égyptien ipet-nesout « appartement du roi » et per khener « maison de la réclusion », est une institution parallèle à l'administration royale et indépendante de celle-ci. C'est le lieu de résidence de la Grande épouse royale, des épouses secondaires et des concubines. Ces dernières sont connues sous les expressions de khékérout nesout « Ornements du roi » et de néferout « les Beautés ». En ce lieu vivent aussi les enfants royaux et leurs nourrices, les veuves des pharaons défunts, ainsi que la cohorte innombrable de leurs suivantes et de leurs servantes. Le tout est placé sous la direction de la Grande épouse royale ou sous celle de la Mère royale.
Quelques femmes, en période de crise dynastique, se sont hissées à la charge pharaonique: Nitocris, Néférousobek, Hatchepsout et Taousert. Bien d'autres femmes de l'entourage royal se sont mêlées aux affaires politiques. Au sein du harem, la compétition entre les différentes épouses et concubines est extrême. Dès l'Ancien Empire, des sources textuelles attestent qu'à certains moments se sont constitués des groupes de conspirateurs et qu'ils se sont agrégés autour de femmes de haut rang. Sous Pépi Ier, le dignitaire Ouni a ainsi été mandaté pour juger secrètement les actions néfastes d'une reine au sein du harem. Dans l'Enseignement du roi Amenemhat à son fils, le souverain constate amèrement l'existence d'implications féminines dans un complot envers sa personne : « Étant donné que je ne m'étais pas préparé à cela [l'attentat], que je ne l'avais pas envisagé, et que mon esprit n'avait pas envisagé l'impéritie des serviteurs. Des femmes avaient-elles auparavant recrutées des hommes de main ? Est-ce de l'intérieur du palais que l'on extirpe les fauteurs de trouble ? ».

## Complots sous laVIedynastie

### Assassinat de Téti

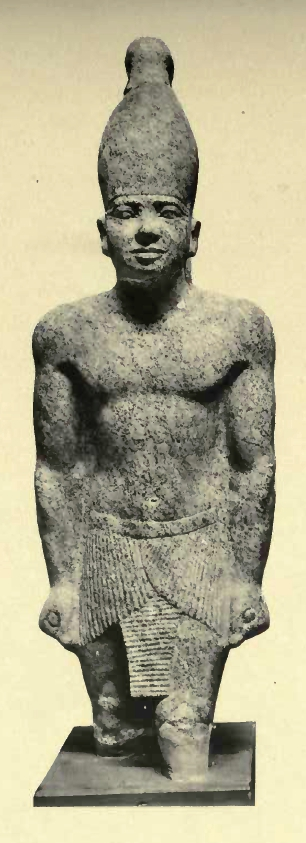
Le pharaon Téti, mort assassiné (selon Manéthon) — Musée égyptien du Caire.

Le fondateur de la VIe dynastie est le pharaon Téti, connu sous le nom grec de Othoès. Son accession au trône est problématique car il n'est pas le fils de son prédécesseur Ounas. Aussi ne sait-on pas s'il est ou non un usurpateur, ni par quels moyens il a accédé à la charge royale. On sait toutefois que les liens avec la dynastie précédente n'ont pas été interrompus puisqu'il est le beau-fils d'Ounas, par son mariage avec la princesse Ipout. Des troubles ont peut-être éclaté lors de son accession. Son Nom d'Horus Sehoteptaoui « Celui qui pacifie les Deux-Terres » indique sans doute qu'il a dû conduire des opérations militaires de pacification. La durée exacte de son règne n'est pas connue. Selon l'historien ptolémaïque Manéthon de Sebennytos (IIIe siècle avant notre ère), le pharaon Téti aurait régné trente années puis aurait péri par la ruse de ses gardes du corps : 

« La sixième dynastie consiste en six rois originaires de Memphis.
1. Othoès durant trente ans : il a été assassiné par ses gardes du corps. »

— Manéthon, fragment 20.
Selon l'égyptologue Naguib Kanawati, qui a procédé aux fouilles archéologiques du complexe funéraire de Téti, certains faits troublants laissent à penser que la vie de ce pharaon a effectivement pris fin lors d'une conspiration. Après étude des mastabas et tombeaux de ses courtisans, il apparaît que durant son règne Téti a craint pour sa vie. Par rapport à ses prédécesseurs, le nombre des gardes palatiaux a été considérablement augmenté. Le service a été réorganisé et mieux supervisé. Preuve de la méfiance royale, le recrutement s'est concentré dans le cercle restreint de quelques familles alliées. En outre, de nombreuses tombes présentent la caractéristique d'avoir subi une minutieuse campagne de déprédation (damnatio memoriae). Celle-ci a sans doute été orchestrée au début du règne de Pépi Ier, le fils légitime de Téti. Un grand nombre de gardes et de serviteurs palatiaux a été ainsi condamné à se voir refuser l'accès à l'éternité. Parmi eux figurent les gardes Semdent, Irénakhti, Méréri, Mérou, Ournou, le juge Iries, l'administrateur Kaaper. Pour certains, la décoration des tombes est restée inachevée, pour d'autres seul le nom a été effacé et pour d'autres encore leurs représentations murales ont été soigneusement martelées — soit entièrement, soit en partie (la tête et/ou les pieds). Parmi les personnages les plus haut placés à avoir été disgraciés figurent le vizir Hesi, le surveillant des armes Méréri et le médecin-chef Séânkhouiptah.

### Ouserkarê l'usurpateur
Le successeur direct de Téti est le pharaon Ouserkarê. Son règne est très bref : environ une année. On ne sait guère si Ouserkarê est l'un des fils de Téti, s'il est né d'une reine ou d'une concubine. Son nom apparaît dans le Canon royal de Turin et la Liste d'Abydos. Ce fait n'empêche toutefois pas de penser qu'il s'agit d'un usurpateur. Arrivé sur le trône par la violence, il a sans doute été chassé quelques mois plus tard par une faction de légitimistes. Les vizirs Inoumin et Khentika, qui ont servi à la fois sous Téti et Pépi Ier, sont complètement silencieux sur Ouserkarê et aucune de leurs activités pendant le règne de ce dernier ne sont rapportées dans leurs tombes. De plus, le tombeau de Méhi — un garde qui a servi sous Téti, Ouserkarê et Pépi — montre une inscription indiquant que le nom de Téti a été effacé pour être remplacé par celui d'un autre roi. Par la suite, ce nom a été effacé et remplacé à nouveau par celui de Téti. Il est possible d'imaginer que Méhi a transféré son allégeance de Téti vers Ouserkarê et qu'ensuite, Pépi arrivé sur le trône, il soit revenu en arrière. Ce retournement est cependant resté infructueux, car les travaux sur la tombe se sont brusquement interrompus, et Méhi n'y a jamais été inhumé.

### Conspirations sousPépiIer

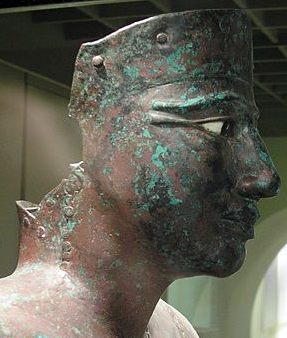
Statue en bronze de Pépi Ier, — Musée égyptien du Caire.

Selon l'égyptologue Naguib Kanawati, deux conspirations se sont produites sous Pépi Ier. La première est sans doute à situer dans les débuts du règne. La biographie du haut dignitaire Ouni, inscrite dans son mastaba abydéen, mentionne qu'un procès secret s'est tenu au sein du harem afin de juger les méfaits d'une épouse royale. Les détails, les tenants et les aboutissants sont inconnus. Le chef d’accusation n'est pas mentionné mais l'affaire paraît hautement gravissime : 

« Sa majesté me nomma Attaché de l'État à Hiéracônpolis, car il avait confiance en moi plus qu'en tout sien serviteur. J'écoutais les querelles étant seul avec le vizir de l'État en toute affaire secrète et toute chose qui touchait au nom du roi, du harem royal, du tribunal des Six (…). Il y eut un procès dans le harem royal contre l'épouse royale grande favorite en secret. Sa Majesté fit que je me porte à juger seul, sans qu'il y eût aucun vizir de l'État, ni aucun magistrat là sauf moi, parce que j'étais capable, parce que j'avais du succès dans l'estime de Sa Majesté, parce que Sa Majesté avait confiance en moi. C'est moi qui mis le procès-verbal par écrit étant seul, avec un Attaché de l'État à Hiéracônpolis qui était seul, alors que ma fonction était celle de directeur des employés du grand palais. Jamais quelqu'un de ma condition n'avait entendu un secret du harem royal auparavant, mais Sa majesté me le fit écouter, (…). »

— Biographie d'Ouni (extraits). Traduction d'Alessandro Roccati.
La durée exacte du règne de Pépi Ier est inconnue. L'historien antique Manéthon lui attribue cinquante-trois années. Les égyptologues modernes sont très partagés, trente-quatre à cinquante années selon les différentes hypothèses avancées. D'après l'égyptologue autrichien Hans Gœdicke, ce procès se serait tenu en la 42e année du règne, et ce serait la mère de Mérenrê Ier, le successeur, qui aurait comploté contre le souverain. Naguib Kanawati ne retient pas cette hypothèse. Selon lui, des preuves archéologiques laissent entendre qu'un certain nombre de courtisans ont été impliqués dans une seconde affaire vers la 21e année du règne. La plupart sont des fils d'hommes en qui le pharaon Téti, en son temps, avait placé sa confiance. Selon toute vraisemblance le complot a été fomenté par le vizir Raour. Sa tombe se trouve dans la nécropole de Téti et il est le fils de Shepsipouptah, un des beaux-fils de Téti. Le complot a échoué, et le vizir Raour a été sévèrement condamné. Pour preuve, dans sa tombe, son nom et son image ont été martelés. Les objectifs de ce second complot ne sont pas connus. Il s'agissait sans doute d'assassiner Pépi Ier et de le remplacer par l'un de ses nombreux fils.

### Vengeance de la reine Nitocris
Selon certaines affirmations d'historiens grecs de l'Antiquité, la VIe dynastie s'est terminée par le règne tragique de la reine Nitocris (forme grecque de Neitiquerty). Ce dire est à prendre avec précaution. Cette lignée a régné aux alentours du XXIIIe siècle et les faits rapportés sont déjà anciens de près de 2 000 ans à l'époque de leur transmission. L'historien Manéthon de Sebennytos donne une description très fantaisiste de cette souveraine : « Une certaine Nitokris régna, la plus énergique des hommes et la plus belle des femmes de son temps, blonde aux joues roses. On dit que la troisième pyramide a été construite par cette dernière, montrant ostensiblement l'aspect d'une colline » (Ægyptiaca, fr.20-21). Selon le grec Hérodote, l'avant-dernier pharaon est assassiné à l'issue d'un complot. Si ce fait est avéré, il est probablement question du pharaon Mérenrê II. Sa sœur, la pharaonne Nitocris venge sa mort en noyant les conjurés lors d'un banquet, puis se suicide en se jetant dans les flammes d'un brasier. Aucune source égyptienne ne vient confirmer avec certitude cet épisode historique. En l'état, il est impossible d'affirmer s'il est question d'un fait avéré ou d'une anecdote pseudo-historique. Pour l'instant, l'archéologie n'a pas encore livré de traces du règne de cette femme. Elle n'a pas encore, non plus, confirmé le meurtre de Mérenrê II. Concernant Nitocris, si les actes qui lui sont imputés laissent émerger le plus grand scepticisme, son authenticité historique est indiscutable. Des doutes subsistent cependant sur son sexe ; homme ou femme. Le fragment 43 du Canon royal de Turin atteste l'existence du nom de Neitiquerty mais l'on ne sait trop s'il faut attribuer cette dénomination à la reine en question ou roi Netjerkarê.

« Cette femme qui régna en Égypte s'appelait Nitocris, comme la reine de Babylone. Ils me racontèrent que les Égyptiens, après avoir tué son frère, qui était leur roi, lui remirent la couronne ; qu'alors elle chercha à venger sa mort, et qu'elle fit périr par artifice un grand nombre d'Égyptiens. On pratiqua sous terre, par son ordre, un vaste appartement, qu'elle destinait en apparence à des festins ; mais elle avait réellement d'autres vues. Elle y invita à un repas un grand nombre d'Égyptiens qu'elle connaissait pour les principaux auteurs de la mort de son frère, et, pendant qu'ils étaient à table, elle fit entrer les eaux du fleuve par un grand canal secret. Il n'est rien dit davantage de cette princesse, si ce n'est qu'après avoir fait cela elle se précipita dans un appartement toute couverte de cendres, afin de se soustraire à la vengeance du peuple »

— Hérodote, Histoires - Livre II, 100. Traduction par Larcher.

## Assassinat d'AmenemhatIer

### Nuit tragique au palais

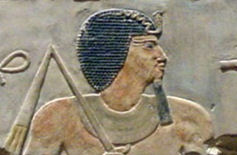
Amenemhat Ier, pharaon assassiné - - Metropolitan Museum.

L'assassinat d'Amenemhat Ier dans sa 30e année de règne et les conditions houleuses dans lesquelles son fils aîné Sésostris Ier est parvenu à lui succéder sont renseignés par deux sources littéraires d'importance : le Conte de Sinouhé et l'Enseignement du roi Amenemhat à son fils. Le vieux roi s'apprête à célébrer sa première fête-Sed, destinée à régénérer son pouvoir divin. Négligent, il n'a pas encore fait savoir au pays quel fils lui succédera en cas de décès. Son successeur naturel, le prince Sésostris, est absent du palais, occupé à guerroyer dans le désert Libyque sans doute pour commettre des razzias destinées à alimenter les dépenses somptuaires du jubilé royal. Dans ce contexte se met en place un vaste complot destiné à supprimer le souverain et son prétendant. Une nuit, une partie de la garde prétorienne du harem se soulève contre son maître, pénètre dans les appartements royaux et assassine le pharaon. Cette soirée tragique est relatée dans l'Enseignement du roi, où la parole est donnée à la victime à titre posthume :

« C'était l'après-dîner, une fois la nuit venue. Comme j'avais pris un moment de bien-être, j'étais allongé sur mon lit, je m'étais laissé aller, et mon esprit avait commencé à suivre ma somnolence. Or donc, les armes destinées à la protection furent mises en mouvement contre moi, qui me retrouvait traité comme un serpent du désert. Me réveillai-je à cause du combat, reprenant possession de mes moyens, que je constatai qu'il s'agissait d'une bataille engageant les gardes du corps. Quant au fait que je me précipitai les armes à la main, je fis reculer les lâches sous les coups. Mais il n'y a de brave la nuit, il n'y a pas de combattant solitaire. Le succès ne saurait advenir sans protecteur. »

— Enseignement du roi Amenemhat à son fils. Traduction de Pascal Vernus.

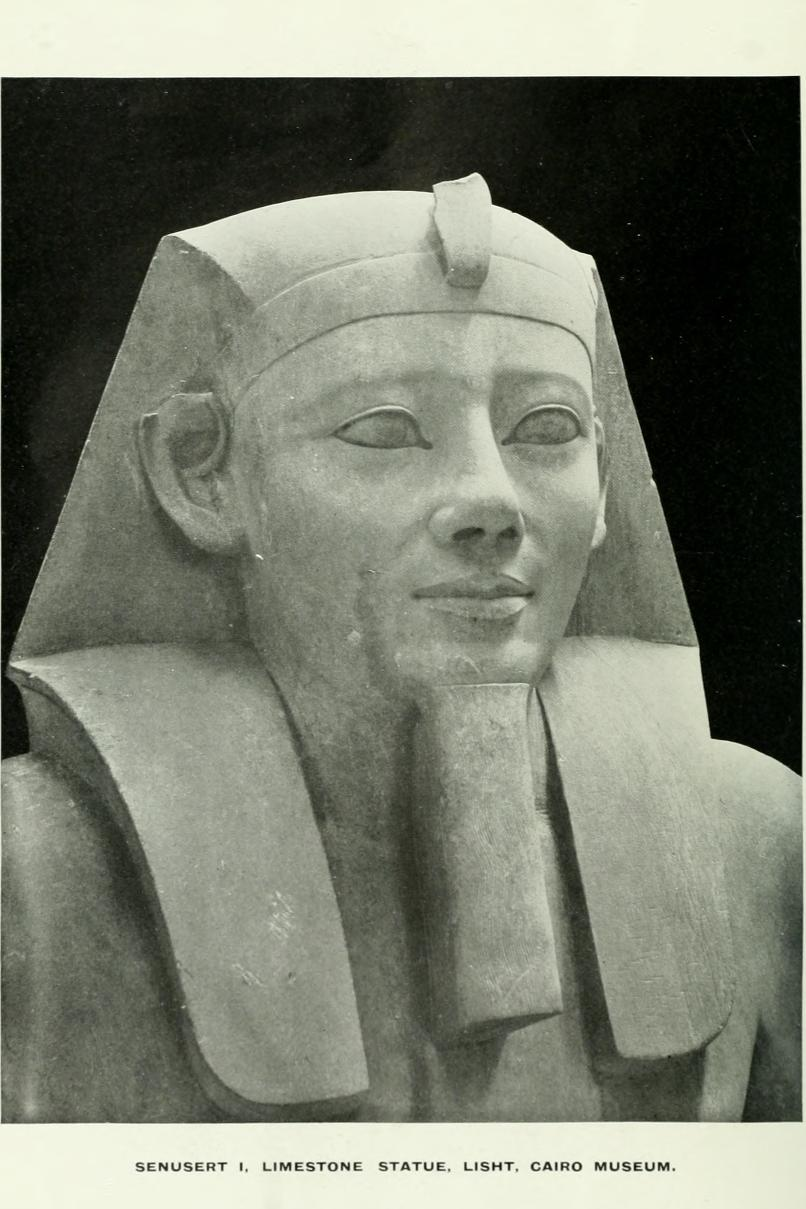
Sésostris Ier - - Musée égyptien du Caire.

Comme le relate le début du Conte de Sinouhé, le prince Sésostris est informé de l'attentat par un messager. Sans doute a-t-il aussi été averti de la participation dans la conjuration de quelques-uns de ses frères présents dans les rangs de son armée. Sans avertir personne, Sésostris rentre précipitamment au palais en laissant derrière lui son armée, dans la crainte qu'on lui fasse subir le même sort funeste. On ignore comment Sésostris a repris le contrôle de la situation et comment il a réussi à se faire couronner. Il est cependant attesté que le début de son règne présente une situation de guerre civile, et que le nouveau souverain est contraint de réprimer très brutalement des forces séditieuses liguées contre lui.

### Suspects du crime
L'Enseignement du roi Amenemhat à son fils et le Conte de Sinouhé laissent clairement entendre que des membres de la famille royale sont impliqués dans la conspiration. Dans la première œuvre, depuis l'au-delà, Amenemhat Ier prodigue des conseils de prudence à son fils Sésostris Ier. Le roi est un homme seul qui n'a ni famille, ni ami, ni serviteur dévoué : 

« Méfie-toi donc des sujets qui ne se manifestent pas et pour lesquels on ne s'est pas inquiété de la terreur qu'ils peuvent inspirer. Ne t'approche pas d'eux quand tu es seul. N'aie pas confiance en un frère. Ne fréquente pas d'ami. Ne te fais pas d'amis. Il n'y a aucune utilité à cela ! Lorsque tu dors, que ton propre cœur veille sur toi, car un homme n'a pas de partisans le jour du malheur. »

— Enseignement du roi Amenemhat à son fils, (extrait). Traduction de Claude Obsomer.
À moins de découvrir un jour un papyrus judiciaire — comme pour le complot contre Ramsès III — on ne connaîtra jamais l'identité des comploteurs et le nom du frère rival de Sésostris. Une hypothèse peut toutefois être avancée. Les conditions d'accès au trône par Amenemhat sont encore assez nébuleuses, mais l'on est à peu près certain qu'il est passé du rôle de vizir à celui de pharaon. Fondateur d'une nouvelle dynastie, la XIIe, établie à Licht, Amenemhat succède à Montouhotep IV le dernier représentant d'une XIe dynastie installée à Thèbes. En 1956, Georges Posener émet l'hypothèse d'une origine thébaine du complot. Le frère rival de Sésostris pourrait être issu de la dynastie des Montouhotep par sa mère, une épouse secondaire d'Amenemhat. L'un des buts du complot aurait alors été de ramener le pouvoir royal et son administration à Thèbes. Par ailleurs, comme le fait remarquer Lilian Postel en 2004, on ne sait toujours pas qui est le roi Qakarê Antef. Ce dernier est seulement attesté par des graffitis en Basse-Nubie. Son prénom — Antef — est porté par plusieurs souverains de la XIe dynastie et son Nom d'Horus — Sénéfertaouyèf — est très proche du Nom d'Horus — Séankhtaouyèf — de Montouhotep III, le dernier grand représentant de la XIe dynastie. Dans ces conditions, et avec les réserves d'usage, il est tentant de rapprocher ce roi Qakarê des troubles signalés en Haute-Égypte par certaines inscriptions à Tôd et à Éléphantine au début du règne de Sésostris.

### Meurtre d'AmenemhatII?

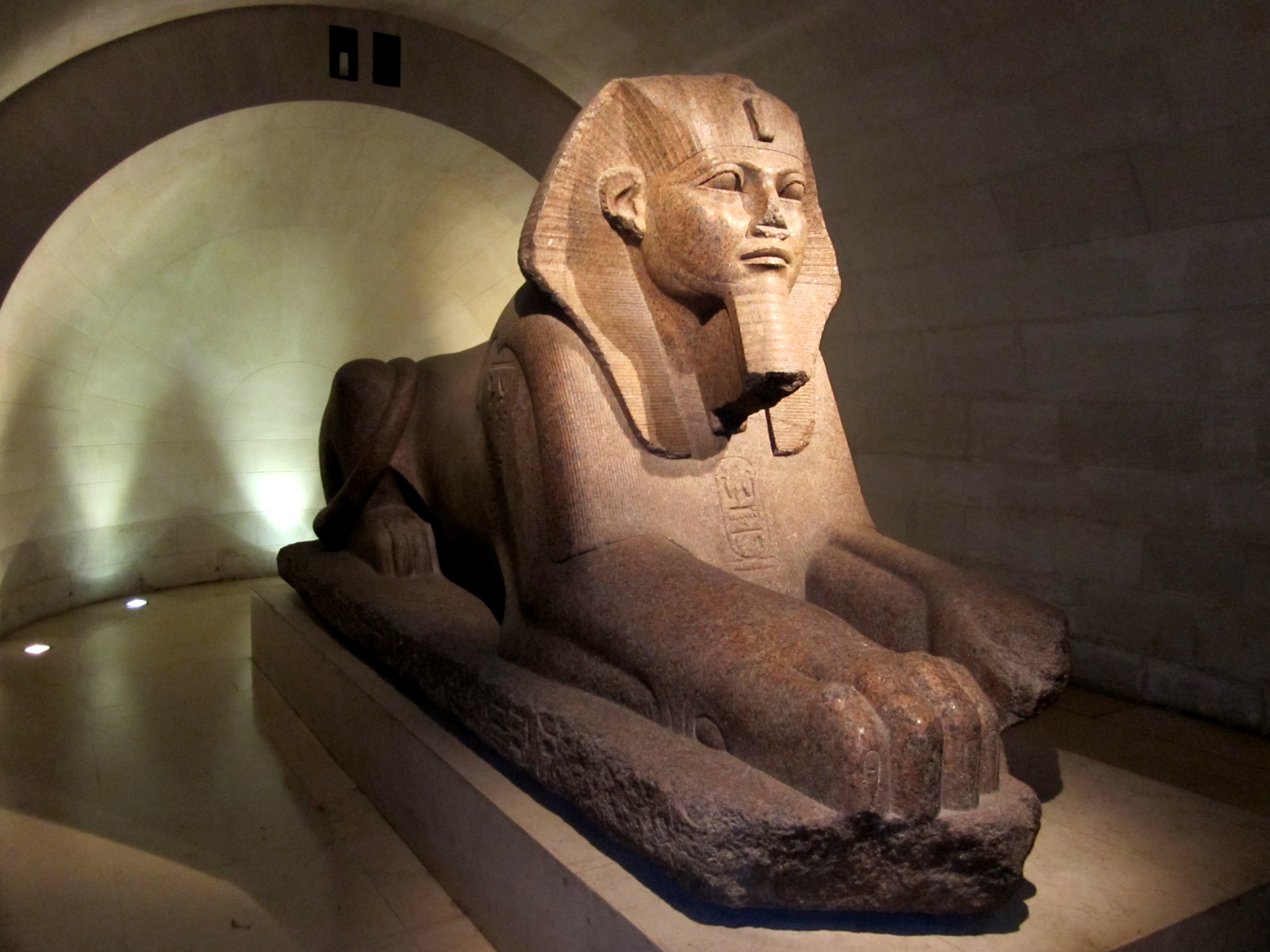
Grand Sphinx de Tanis - Musée du Louvre. Monument au nom d'Amenemhat II et usurpé par Mérenptah et Sheshonq Ier (.

À propos de la XIIe dynastie, l'historien Manéthon mentionne le régicide du pharaon Ammanemês, c'est-à-dire Amenemhat. Cependant, en y regardant de plus près, il ne s'agit pas d'Amenemhat Ier tel que les sources égyptiennes le mentionnent mais de son petit-fils Amenemhat II, fils de Sésostris Ier : 

« La Onzième Dynastie consiste en seize rois de Diospolis qui régnèrent durant quarante-trois années. À leur suite, Ammenemês régna durant seize années. (…)
La Douzième Dynastie consiste en sept rois de Diospolis. 
1. Sesonchosis, fils d'Ammanemês, durant quarante-six années. 
2. Ammanemês, durant trente-huit années : il fut assassiné par ses propres eunuques. 
3. Sesôstris, durant quarante-huit années (…) »

— Manéthon, Ægyptiaca, fr. 32 et 34.
L'interprétation de cette affirmation est ardue. En elle-même, l'œuvre de Manéthon est perdue. Il n'en subsiste plus que des épitomé, c'est-à-dire des citations, plus ou moins correctes, glanées auprès d'auteurs juifs et chrétiens des premiers siècles de notre ère. Dans ces conditions, il n'est plus guère possible de préjuger de la pensée véritable de Manéthon. Les égyptologues sont généralement d'avis que Manéthon s'est trompé de pharaon, et qu'il parle en fait de l'assassinat d'Amenemhat Ier par ses propres gardes. Ceci n'est pas impossible, car les affirmations de cet auteur sont souvent en contradiction flagrante avec les découvertes archéologiques, notamment à propos de la durée des règnes. D'un autre côté, la possibilité d'un second meurtre sous la XIIe dynastie ne peut être totalement écartée. Après tout, le meurtre de Téti-Othoès rapporté par Manéthon semble pouvoir être confirmé par l'archéologie malgré l'absence d'une tradition textuelle égyptienne.
Dans l'état actuel des connaissances, le règne d'Amenemhat II est assez mal documenté, et ce que l'on sait de lui est assez incertain. Son règne est long, au moins trente-cinq années, soit une durée assez proche des dires manéthoniens. Le pouvoir royal semble cependant être assez effacé et en concurrence avec quelques gouverneurs bien installés en province.

## L'affaire Zannanza

### Meurtre d'un prince hittite

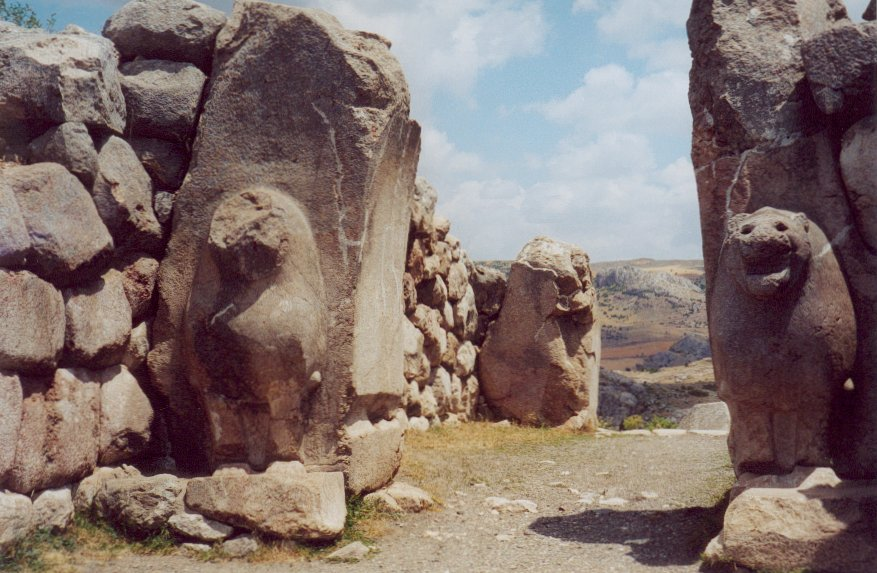
Ruines de Hattusa, capitale hittite.

Quelques rares documents hittites rapportent l'étrange demande d'une reine égyptienne à l'empereur Shouppilouliouma après la mort d'Akhenaton. La veuve ne souhaite pas faire de mésalliance en s'unissant à un nouvel époux de condition inférieure. D'une manière insolite, elle demande au souverain hittite de lui envoyer un de ses fils afin qu'elle puisse l'épouser et le faire roi d'Égypte : 

« Et comme de plus, leur souverain Nipkhourouriya était mort, la reine d'Égypte qui était l'épouse royale envoya un messager à mon père et lui écrivit ce qui suit : Mon mari est mort. Je n'ai pas de fils. Mais ils disent que tes fils sont nombreux. Si tu me donnes un de tes fils, il sera mon époux. Je ne prendrai jamais un de mes serviteurs pour mari ! […] J'ai peur. »

— Geste de Shouppilouliouma.

Avec quelque hésitation, et après s'être renseigné du sérieux de la demande, Shouppilouliouma décide d'accéder à la requête égyptienne en envoyant le prince Zannanza. Les archives hittites attestent que Zannanza ne parvint jamais à destination. Il est probable qu'une faction égyptienne hostile à ce projet d'alliance n'a pas hésité à l'assassiner : 

« Quand ils apportèrent cette tablette, ils parlèrent ainsi : « Les hommes d'Égypte ont tué Zannanza » et ont rapporté ceci : « Zannanza est mort ». Et lorsque mon père entendit la nouvelle du meurtre de Zannanza, il commença à se lamenter au sujet de Zannanza et, à l'adresse des dieux, il parla ainsi : « Ô dieux ! Je n'ai rien fait de mal, pourtant les hommes d'Égypte ont fait cela contre moi, et ils ont en plus attaqué la frontière de mon pays ! » »

— Prières de Mourshilli II contre la peste.

### Intrigues de Mérytaton

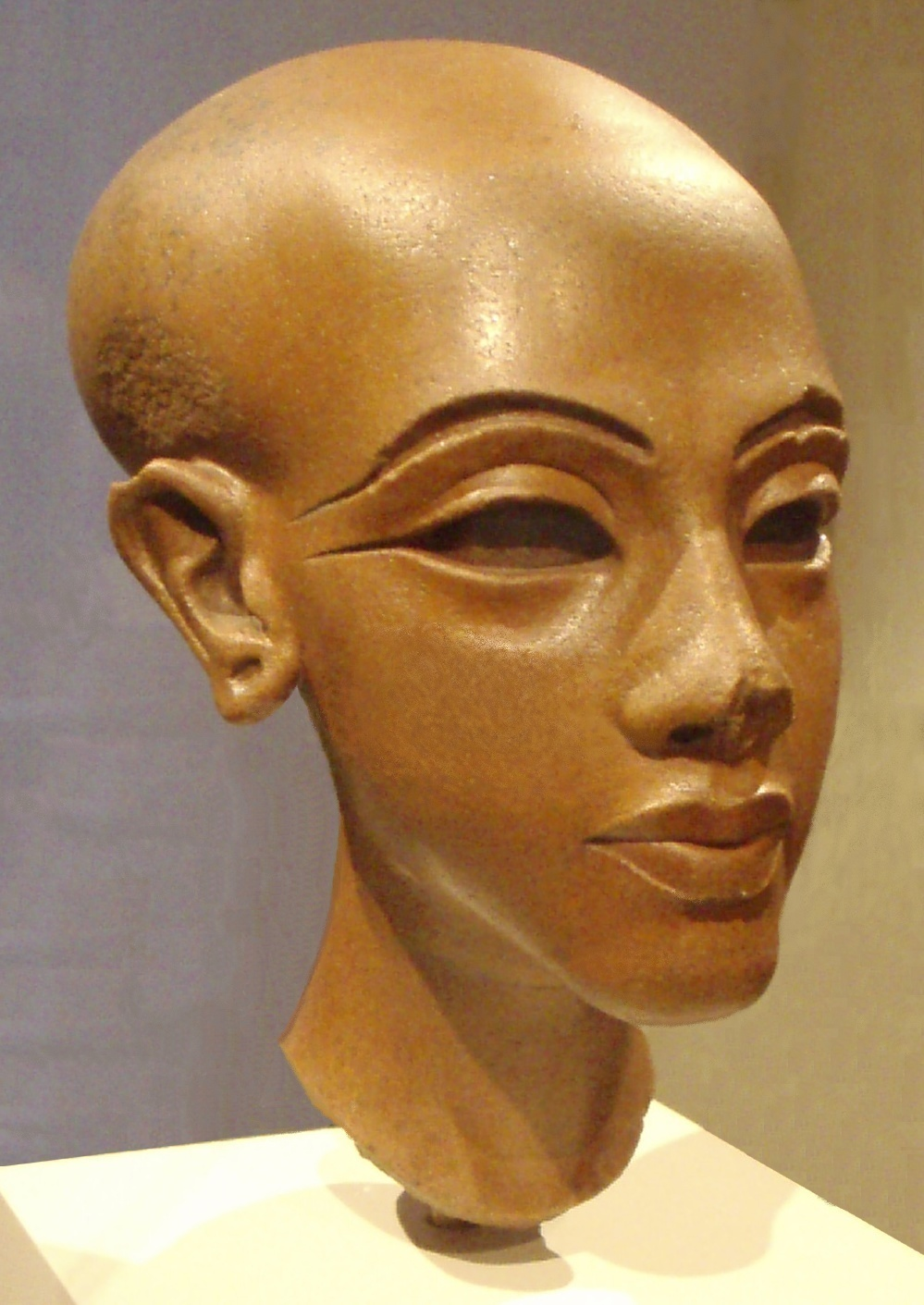
Tête d'une princesse amarnienne (Peut-être Mérytaton) - XVIIIe dynastie - Altes Museum.

Les sources hittites désignent la veuve d'Akhenaton sous le nom de Dakhamounzou « L'épouse du roi » ; son identité véritable n'est donc pas révélée. Les égyptologues ont émis diverses propositions afin de l'identifier : Néfertiti, Kiya, Mérytaton ou Ânkhésenamon. Selon Marc Gabolde, spécialiste de la XVIIIe dynastie et de la période amarnienne, l'identification la plus cohérente est Mérytaton. Fille aînée du couple Akhenaton et Néfertiti, elle accède au rang de Grande épouse royale après la disparition de sa mère dans la seizième année de règne de son père. Peu de mois après, en l'an 17, Akhenaton meurt à son tour. De toute évidence, pour conserver le pouvoir, Mérytaton — ou plutôt ses partisans, puisqu'elle est âgée d'environ douze à quinze ans — tentent d'évincer le clan soutenant Toutânkhamon, le prince légitime âgé de seulement quatre à six ans. Dans un contexte militaire et géopolitique difficile, Mérytaton tente de faire coup double en se conciliant les Hittites. Pour ce faire, elle demande à Shouppilouliouma de lui envoyer un de ses fils pour en faire son époux et un pharaon fantoche. Tandis que le prince hittite Zannanza est en route pour l'Égypte, des prêtres de l'entourage de Mérytaton élaborent une titulature officielle pour ce futur roi « Ânkhkhéperourê Smenkhkarê ». Assassiné en chemin ou à peine installé à Amarna, le Hittite ne peut être intronisé. Mérytaton entame alors un règne solitaire, sous la titulature recyclée de « Ânkhetkhéperourê Néfernéferouaton ». Ce règne féminin est de courte durée ; environ trois années. On ne sait rien du sort de Mérytaton, si elle a succombé à une mort naturelle ou provoquée. De même, on ne sait rien de son lieu d'inhumation. Il est probable qu'il ne devait pas être très somptueux, sans quoi il aurait déjà été découvert. Très légitimement, le jeune Toutânkhamon lui succède, fort des soutiens de Aÿ et Horemheb. Reste aussi à savoir qui a ordonné l'élimination physique de Zannanza-Smenkhkarê. Un suspect possible est le général Horemheb, ce personnage ayant alors la haute main sur l'armée égyptienne.

## Crépuscule de laXVIIIedynastie

### Toutânkhamon assassiné?

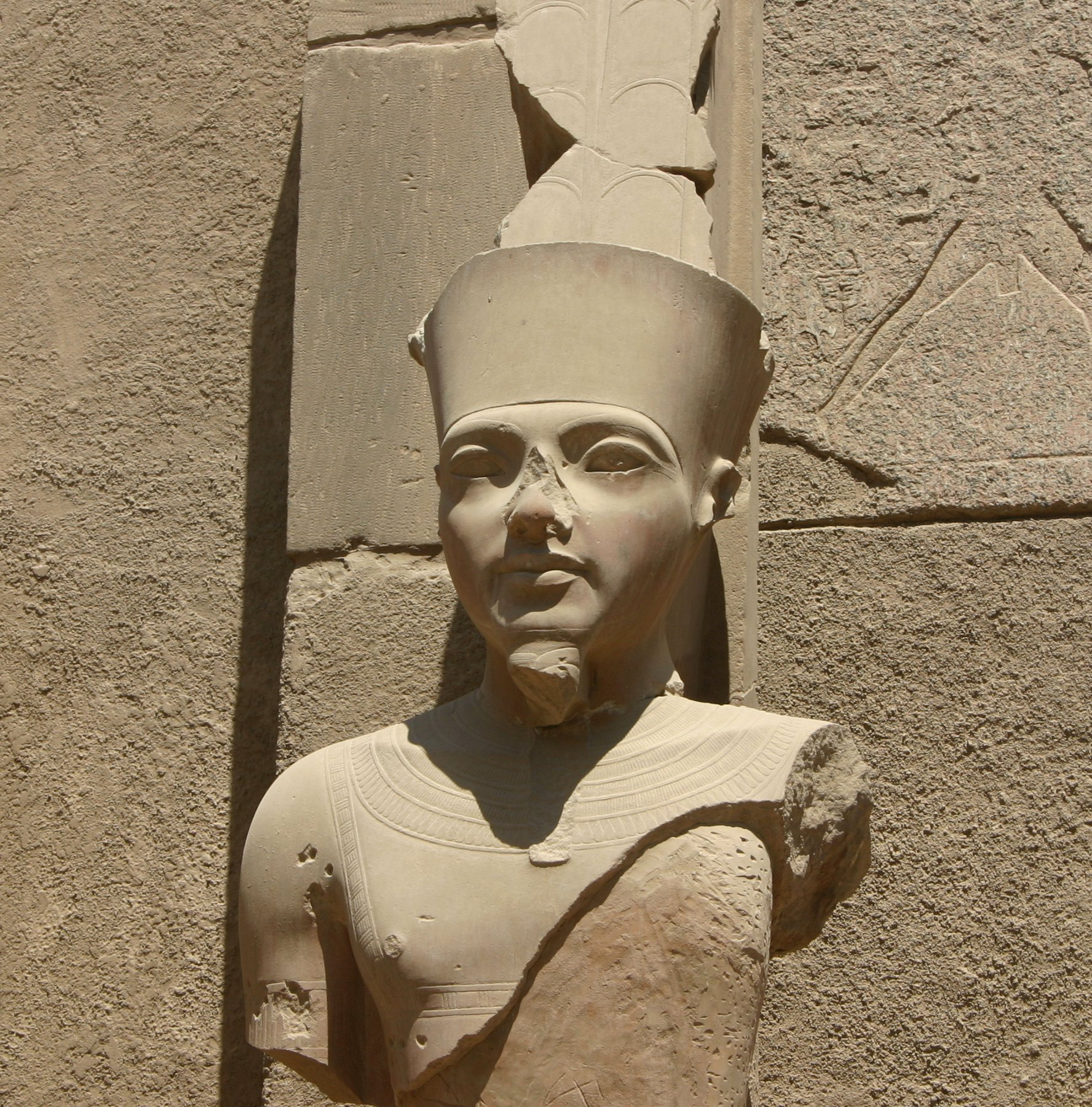
Statue de Toutânkhamon - XVIIIe dynastie - Karnak.

Toutânkhamon est actuellement l'un des pharaons les plus connus du grand public. Ce fait remonte à 1922 avec la découverte, par Howard Carter, de son trésor funéraire dans la vallée des Rois. L'étude de sa momie prouve qu'il n'est pas mort de vieillesse mais vers l'âge de seize ou dix-sept ans, probablement dans les premiers mois de sa dixième année de règne . La cause de ce décès prématuré n'est pas expliquée par des sources textuelles égyptiennes. Ce vide a autorisé de nombreux auteurs contemporains à échafauder des hypothèses variées ; assassinat, accident ou maladie. L'hypothèse du meurtre a été formulée pour la première fois en 1971 par R. G. Harrisson de l'université de Liverpool. D'après cet anatomiste, autorisé à passer la momie au rayons X en 1968, un fragment d'os intrus est incrusté dans l'un des dépôts résineux du crâne. Cette blessure derrière l'oreille gauche donnerait à croire que le jeune souverain a été tué par un coup violent porté derrière la tête. Cette proposition séduisante a attiré l'intérêt de l'égyptologue anglais Carl Nicholas Reeves, auteur en 1990 d'un ouvrage sur Toutânkamon. En 2006, en cherchant à qui profite le crime, les américains Gregory M. Cooper (policier) et Michael C. King (analyste de crimes) en sont venus à suspecter le trésorier Maya, la reine Ânkhésenamon, le père-divin Aÿ et le général Horemheb ; les deux derniers ayant succédé à la victime. Cependant, dès 2002, une étude critique a remis en cause les conclusions radiologiques de 1971. En 2005, de nouveaux examens au scanner médical ont définitivement réduit à néant l'hypothèse de la fracture crânienne, aucun traumatisme n'ayant été révélé. Il est bien plus probable que le roi, boiteux et de santé fragile, ait succombé aux suites funestes d'une fracture à la jambe. Combiné à un déficit immunitaire, cet accident aurait alors causé une septicémie sévère et fatale.

### Éviction du prince Nakhtmin

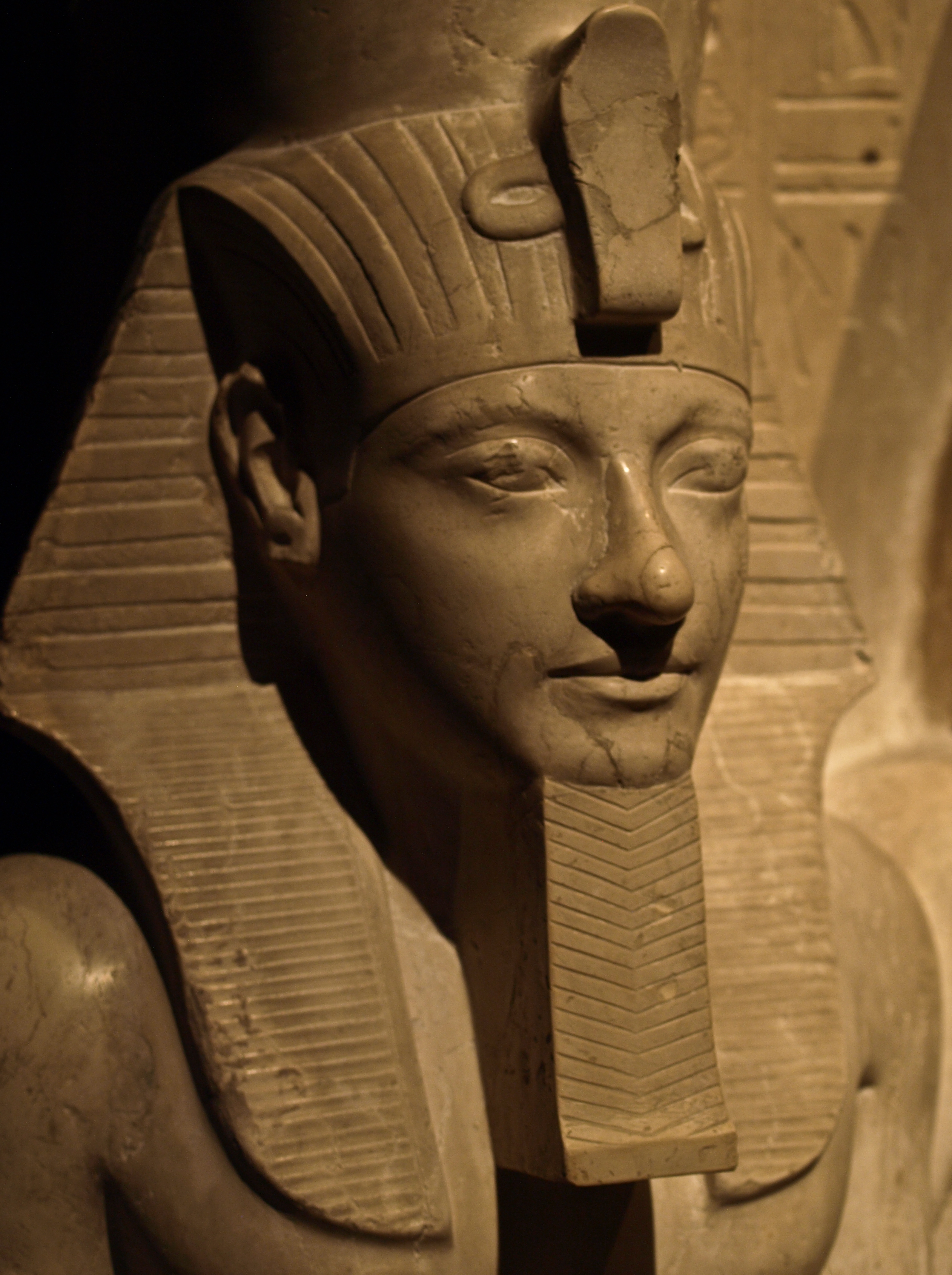
Statue d'Horemheb, le général devenu roi - XVIIIe dynastie - Kunsthistorisches Museum.

La fin de la XVIIIe dynastie est marquée par des difficultés dynastiques et, par voie de conséquence, par de sévères luttes d'influence. Le roi Toutânkhamon monte sur le trône à un très jeune âge (vers ses six ou sept ans) et meurt, avant sa vingtaine, sans descendance. Ce vide dynastique permet à des individus étrangers à la famille royale d'être intronisés. Quatre hommes marquent cette période, le vizir Aÿ et les militaires Horemheb, Nakhtmin et Ramsès. Les deux premiers ont exercé les plus hautes charges gouvernementales sous Toutânkhamon. À la mort de ce dernier, Aÿ devient pharaon et au moins jusqu'au début de son règne, lui et Horemheb gardent les relations tendues mais pacifiques qu'ils avaient entretenues sous le règne du roi défunt. Cependant, leurs relations semblent avoir changé peu de temps après. Par de nombreuses actions de propagande, comme des inscriptions sur des statues, Horemheb met en avant ses capacités gouvernementales et tente par là même de discréditer Aÿ dans son rôle de souverain. Déjà dans la soixantaine, Aÿ prépare sa succession en nommant Nakhtmin (son fils ou son neveu) comme prince héritier. Par voie de conséquence, Aÿ relègue Horemheb à une influence moindre et le remplace par Nakhtmin pour mener à bien certaines de ses fonctions. On ne sait pas exactement quand Nakhtmin a été promu, mais cela doit avoir créé une forte hostilité entre Aÿ et Horemheb. Si Horemheb n'a pas renversé Aÿ, c'est probablement parce qu'Aÿ était âgé et qu'il allait mourir bientôt. D'ailleurs son règne n’excède pas les quatre années. En fin de compte, Horemheb devient roi après la mort de Aÿ, bien que Nakhtmin ait été désigné comme successeur. Aucun document ne permet de dire qu'Horemheb a poussé Nakhtmin vers la sortie, qu'il l'a éliminé physiquement ou, plus pacifiquement, que Nakhtmin est mort de maladie avant le décès d'Aÿ. Cependant, si Nakhtmin était encore vivant, il est alors permis de penser que son éviction s'est faite lors d'une conspiration. Une hypothèse peut être prudemment avancée : À la mort d'Aÿ, le prince Nakhtmin s'apprête à monter sur le trône et s'occupe des funérailles du défunt mais Horemheb parvient à l'évincer durant les préparatifs du couronnement. Quoi qu'il en soit, quelque temps après sa prise du pouvoir, Horemheb commence à effacer toutes les représentations de Aÿ sur les monuments ainsi que celles de son entourage. Cette damnatio memoriae est, de plus, particulièrement sévère envers la reine Ânkhésenamon, l'épouse de Toutânkhamon. Qu'il y ait eu une conspiration ou non, Horemheb arrive à se maintenir sur le trône. Son principal soutien est son successeur désigné, le vizir Paramessou, qui sous le nom de Ramsès Ier inaugure la prestigieuse XIXe dynastie.

## RamsèsIIcontesté?
Écrivain et égyptologue, Christian Jacq est l'auteur fécond de romans historiques dont l'action se déroule à l'époque des pharaons. En 1995-1996, dans une pentalogie consacrée à Ramsès II, cet auteur popularise l'idée de l'existence d'un frère aîné — en l’occurrence Chénar — écarté du trône et en conflit contre Ramsès (treize millions d'exemplaires vendu en 2004 dont 3,5 millions en France),. Sur ce point précis, la question est de savoir si l'intrigue de ce roman repose sur un fond de vérité (même mince) et si Ramsès le Grand a vu son autorité être remise en question, à un moment ou un autre par un proche, avant ou durant ses soixante-sept ans de règne.

### Le cas Méhy

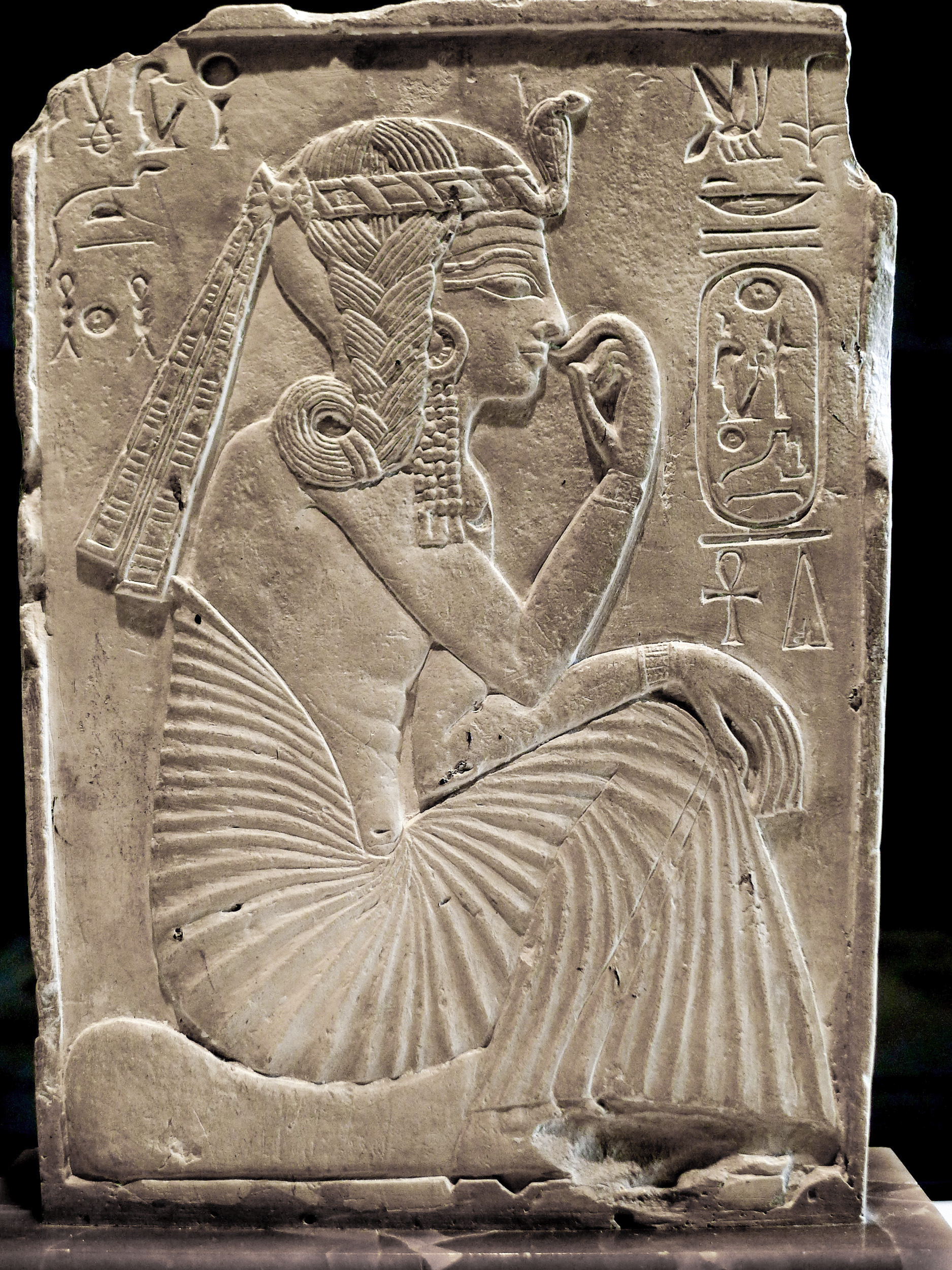
Ramsès représenté en prince héritier - - Musée du Louvre.

En 1889, James Henry Breasted remarque à Karnak la représentation surajoutée puis martelée d'un individu dans une scène guerrière où Séthi Ier, père de Ramsès II, massacre des Libyens. Selon cet archéologue, il s'agit d'une figuration d'un frère aîné que Ramsès fit enlever après son accession au trône. Ne disposant d'aucun prénom, l'archéologue désigne cet individu sous « X ». Pour Breasted, selon une hypothèse avancée en 1905 et encore reformulée en 1924, Ramsès aurait comploté pour supplanter cet aîné afin de le priver de ses droits au trône. Ramsès aurait mis en œuvre cette conspiration dès les funérailles de Séthi et ceci sans aucune hésitation. Un temps, le nom de Nebenkhasetnebet a été avancé pour cet hypothétique grand-frère. Cependant aucun élément vraiment probant ne permet de considérer que Séthi aurait eu deux fils.
En 1977, à la faveur de nouvelles fouilles, William Murname arrive à la conclusion que la fresque de Karnak représentait, non pas un prince déchu, mais le militaire Méhy, un roturier dont les origines familiales sont inconnues. Ce personnage d'importance est par ailleurs connu pour ses capacités d'organisation, surtout lors des grands mouvements de troupes vers l'étranger. Sa proximité avec Séthi Ier ne semble pas faire de doute — bien plus, en tout cas, que ses titres honorifiques ne semblent le suggérer. Jusqu'à présent, il n'est cependant pas établi que Méhy ait un temps été hissé au rang d'héritier royal ; position que les roturiers Aÿ, Horemheb et Ramsès Ier ont successivement occupé avant d'être intronisés. Bras droit de Séthi et homme d'influence, Méhy a sans doute été méprisé, voire craint par le jeune Ramsès — peut-être même aussi par le roi Séthi dans ses dernières années. Il est donc possible d'imaginer que Ramsès voyait en Méhy un possible rival au trône. Tout au long de son règne, Ramsès II n'a d'ailleurs pas cessé de clamer haut et fort ses droits au trône ; ceci sans doute pour dissuader un membre de la puissante caste militaire, Méhy ou un autre, de lui ravir sa place.

### Traité d'extradition

La Syrie à l'époque de la bataille de Qadesh.

Le règne de Ramsès II, malgré sa longueur (soixante-sept ans), n'est pas riche en grands événements guerriers. Durant la première décennie, cinq campagnes sont attestées en Syrie-Palestine dont la fameuse bataille de Qadesh (an 5) et le siège de Dapour (an 8). Un raid est attesté en Libye en l'an 6/7, et une révolte est matée en Nubie en l'an 19/20. L'arrêt des hostilités envers les Hittites (pays du Khatti) coïncide sans doute avec la mort de l'empereur Muwatalli II. Son fils aîné, Mursili III lui succède. Après quelques années, il se trouve évincé par Hattusili III, son oncle. Le règne de ce dernier est marqué par la volonté de faire reconnaître sa complète légitimité aux yeux des autres rois. Il l'obtient en concluant la paix avec Ramsès II en l'an 21. Cette volonté d'apaisement se manifeste par deux mariages diplomatiques, le roi égyptien épousant deux princesses hittites en l'an 34 et vers l'an 40.
Le traité de paix conclu entre Ramsès et Hattushili accorde une grande place à l'extradition des rebelles et des conspirateurs. Il nous renseigne aussi sur les peines judiciaires encourues pour des faits de traîtrise (mise à mort, amputations). Le traité vise tout autant les opposants de Ramsès que ceux de Hattushili. Cependant, comme le traité semble être une initiative hittite, il s'agit d'abord de faire ramener au pays les opposants hittites. On est ainsi renseigné sur le fait que l'empereur Mursili, déposé par Hattushili, a trouvé refuge auprès de Ramsès (an 18) et que cette fuite a entraîné une crise diplomatique :

« Si un homme important s'enfuit du pays d'Égypte et arrive dans le pays du grand maître du Khatti, ou dans une ville, ou dans une région qui appartiennent aux possessions de Ramsès-aimé-d'Amon, le grand maître du Khatti ne doit pas le recevoir. Il doit faire ce qui est nécessaire pour le livrer à Ousermaâtrê Sétepenrê, le grand roi d'Égypte, son maître.
Si un ou deux hommes sans importance s'enfuient et se réfugient dans le pays de Khatti pour servir un autre maître, il ne faut pas qu'ils puissent rester dans le pays de Khatti ; il faut les ramener à Ramsès-aimé-d'Amon, le grand roi d'Égypte.
Si un Égyptien, ou encore deux ou trois, s'enfuient d'Égypte et arrivent dans le pays du grand maître du Khatti, (…) dans ce cas, le grand maître du Khatti l'appréhendera et le remettra à Ramsès, grand souverain d'Égypte : il ne lui sera pas reproché son erreur, sa maison ne sera pas détruite, ses femmes et ses enfants auront la vie sauve et il ne sera pas mis à mort. Il ne lui sera infligé aucune blessure, ni aux yeux, ni aux oreilles, ni à la bouche, ni aux jambes. Aucun crime ne lui sera imputé (suit la clause de réciprocité du côté hittite, empruntant exactement les mêmes termes). »

— Traité hittito-égyptien (extrait). Traduction de Christiane Desroches Noblecourt.

## Ère des conspirations

### Fin de laXIXedynastie

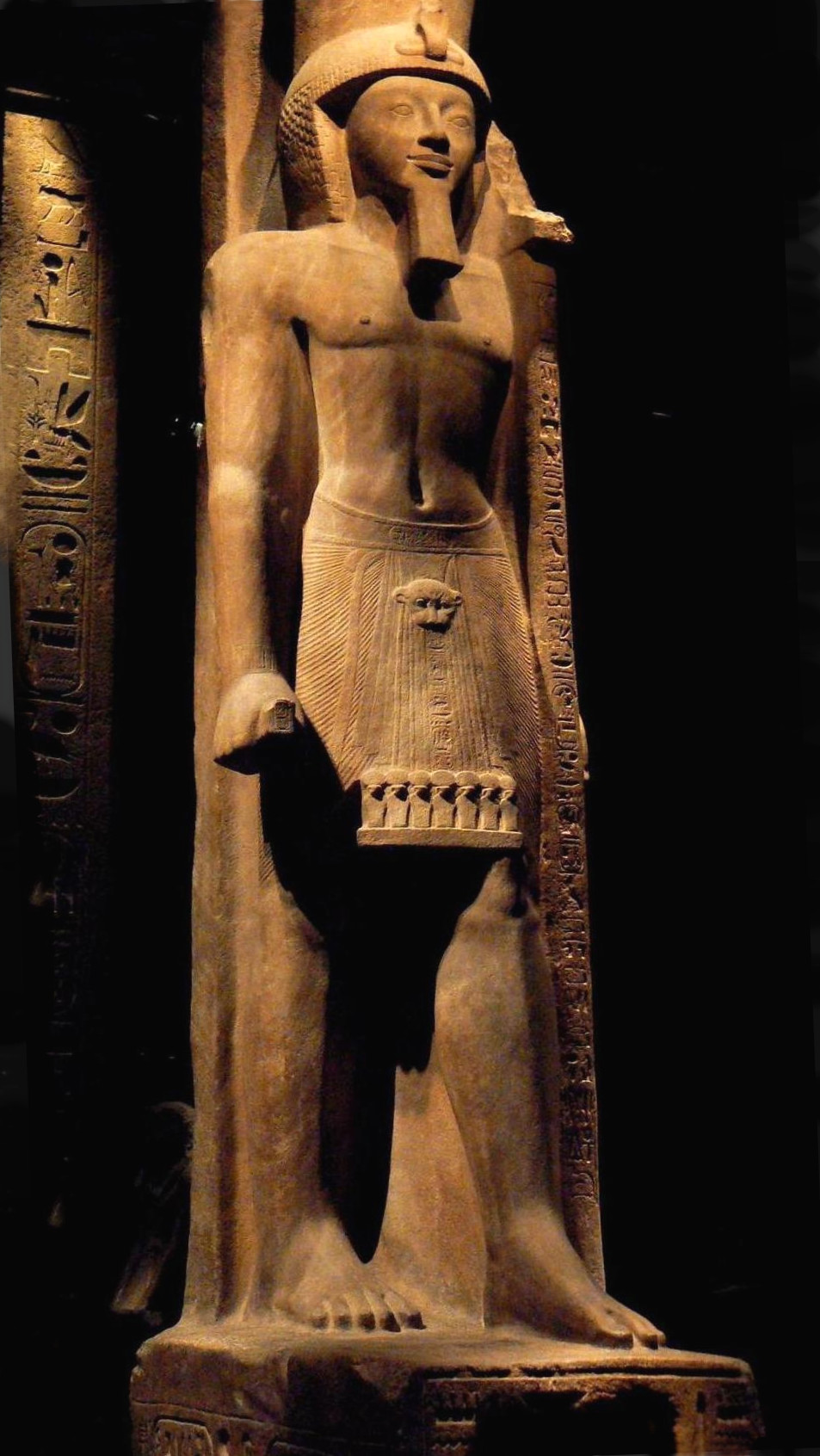
Statue de Séthi II - - Musée de Louxor.

Entre la mort de Mérenptah, fils de Ramsès II, et la fin de la XIXe dynastie s'écoule une période troublée d'une quinzaine d'années. Durant cette courte ère se succèdent trois pharaons — Séthi II, Amenmes, Siptah — et une reine — Taousert — avant que Sethnakht, le fondateur de la XXe dynastie, s'empare du pouvoir. Pour Ramsès III, entre Mérenptah et son père Sethnakht, seul Séthi II est légitime. La question est alors de savoir pourquoi Amenmès, Siptah et Taousert ont été rejetés et considérés comme illégitimes. Du fait d'une documentation à la fois indigente et contradictoire, cette période pose un grand nombre de problèmes aux égyptologues, surtout en ce qui concerne les liens généalogiques des personnages précités. De plus, la majeure partie des intrigues s'est déroulée dans la capitale Pi-Ramsès dont il ne reste pratiquement aucun vestige et donc plus aucune archive. Il est relativement certain que tous les acteurs politiques de ce temps sont des Ramessides. Durant ses soixante-sept ans de règne, Ramsès II a engendré une très nombreuse descendance. On lui connait, au minimum, cinquante fils et cinquante-trois filles. Par conséquent, le nombre de ses petits-enfants est considérable et très largement indéterminé, du fait des lacunes dans la documentation maintenant disponible. Tous se sont vu attribuer des charges et des fonctions importantes au sein des administrations civiles, militaires et religieuses du pays. Après la mort de Mérenptah, les tensions préexistantes ont dégénéré et plusieurs graves conflits ont surgi à l'intérieur de cette vaste famille royale. De puissants clans se sont opposés les uns aux autres et des intrigues se sont nouées autour des principaux représentants de la lignée de Mérenptah, le dernier pharaon au règne incontesté.

### Révolte d'Amenmes contreSéthiII

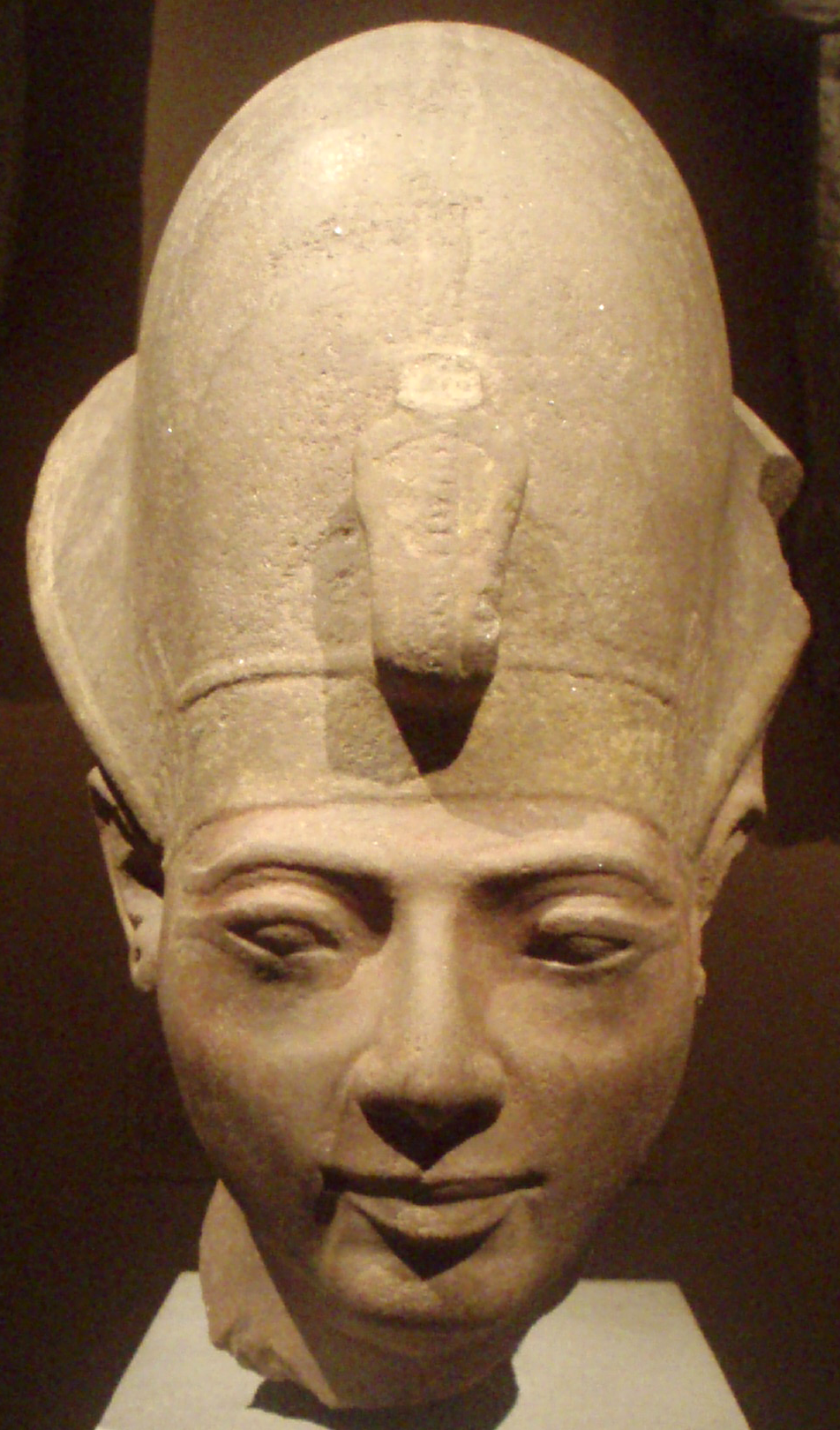
Tête d'une statue d'Amenmes - - Metropolitan Museum of Art.

À la mort de Mérenptah, son fils Séthi II lui succède. Né de la reine Isis-Néféret, il monte sur le trône vers l'âge de vingt-cinq ans. Les premiers mois de son règne semblent avoir été paisibles. Toutefois, ce calme apparent cache de probables dissensions familiales. Son nouveau pouvoir est très fragile et il semble devoir composer avec le clan de son épouse Taousert. L'hypothèse la plus probable est que cette grande épouse royale est une petite-fille de Ramsès II par sa mère ou par son père. La puissance de cette femme — et la faiblesse relative de son époux — se manifeste par l'emplacement de sa tombe (KV14) dans la vallée des Rois, à quelques pas de celle de Séthi (KV15), et non pas dans la vallée des Reines comme de coutume. Cette localisation, très surprenante, est pour l'instant largement inexpliquée. Il est troublant de constater qu'au moment où Séthi accorde ce privilège à son épouse (fin de l'an 2) surgit l'usurpateur Amenmes, comme si la montée en puissance de la reine et de son clan avait réduit à néant un équilibre familial fragile. Les origines du pharaon Amenmes sont à placer dans la famille ramesside. Sa mère est probablement la reine Takhat, une des épouses de Mérenptah et fille de Ramsès II. Par conséquent, le conflit entre Séthi II et Amenmes se présente comme la lutte entre deux demi-frères. Amenmes possède une certaine légitimité et quelques réseaux de pouvoir se sont ralliés à lui dans le sud du pays, en Nubie et en Thébaïde. Il s'est en particulier assuré du soutien de Româ-Roÿ, le puissant grand prêtre d'Amon. Amenmes a certainement tenté de remonter plus vers le nord mais sa progression a été stoppée dans la région d'Abydos restée fidèle à Séthi. Durant quelques années, le pouvoir d'Amenmes s'exerce dans le sud du pays mais, finalement, Séthi parvient à prendre le dessus. La fin d'Amenmes demeure un mystère. Il a sans doute été éliminé brutalement par son rival, et son corps n'a jamais reposé dans la tombe (KV10) prévue à cet effet. Voué à l'oubli, aucun culte funéraire n'est attesté par l'archéologie. Subissant la damnatio memoriae, son nom a été effacé de tous les monuments. De plus, une vaste purge a été menée dans l'administration de la Thébaïde, tous les soutiens d'Amenmes ayant eux aussi été écartés du pouvoir.

### Bay, le «faiseur de roi»

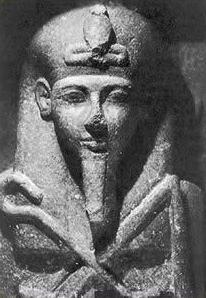
Sarcophage de Siptah -.

L'affaiblissement du pouvoir de Séthi II transparaît dans la montée en puissance de l'ambitieux chancelier Bay. D'origine syrienne, sa carrière est fulgurante. Il est scribe royal et échanson au début du règne, et grand chancelier à la fin. Le pharaon Séthi meurt dans sa sixième année de règne sans successeur désigné ; son fils, le prince Séthi-Mérenptah étant décédé avant lui. Ce vide dynastique est le prétexte de nouvelles rivalités au sein de la famille ramesside. Deux clans s'affrontent et tentent d'exercer le pouvoir. Le premier s'organise autour de la reine Taousert, la veuve du roi et le deuxième autour de Bay, le plus puissant des courtisans. Durant un temps, c'est ce dernier qui prend le dessus. Selon toute vraisemblance, le jeune Siptah monte sur le trône grâce à l'appui de Bay. Le chancelier se glorifie ainsi d'avoir « établi le roi sur le trône de son père ». Considéré ultérieurement comme illégitime, Siptah n'est manifestement pas issu de Séthi. Sa mère est une certaine Soutérery, elle aussi d'origine syrienne. Le nom de son père n'est pas connu avec certitude mais il s'agit vraisemblablement de l'usurpateur Amenmes, le demi-frère de Séthi II. Pour exercer son pouvoir, Bay a donc placé sur le trône un individu malléable. Siptah est en effet très jeune (douze-quinze ans) et infirme. Affligé d'une atrophie au pied, liée à une malformation génétique ou à une poliomyélite, le nouveau pharaon ne se déplace qu'avec de grandes difficultés. Pour asseoir son pouvoir, le chancelier Bay met en place une dualité du pouvoir : l'administration réelle du pays lui revient, laissant à Siptah la dimension rituelle de la fonction pharaonique. D'une ambition sans limite, Bay s'arroge le droit de se faire inhumer dans la vallée des Rois (KV13) dans une tombe située en face de celle de Siptah (KV47). Dans un premier temps, la reine Taousert se voit obligée de composer avec Bay dans une alliance objective pour permettre aux affaires courantes de suivre leur cours. Cependant, en l'an 5 de Siptah, le conflit entre la reine et le chancelier s'envenime pour le plus grand profit de la première. Qualifié de « grand ennemi », c'est-à-dire de rebelle et de comploteur, Bay est tué sans que l'on sache s'il a été exécuté après un procès en règle ou assassiné lors d'un complot ourdi par la reine et ses partisans,.

### Sethnakht contre Taousert

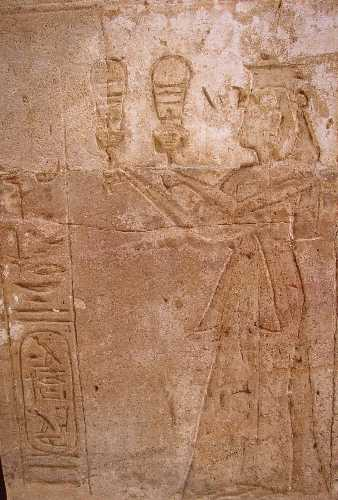
Taousert agitant des sistres - - Temple d'Amon (Amada).

Après l'élimination physique du chancelier Bay, la reine Taousert tente par tous les moyens d'imposer son autorité, même si le jeune Siptah reste pharaon. La maigre documentation disponible donne l'impression qu'elle a voulu instituer un pouvoir similaire à celui de la pharaonne Hatchepsout lors de la minorité de Thoutmôsis III. Siptah disparaît cependant peu de temps après, dans la sixième année de son règne, âgé de vingt à vingt-cinq ans à peine. Les raisons de sa mort sont inconnues mais, dès sa disparition la reine Taousert fait comme s'il n'avait jamais existé en faisant commencer le décompte de ses propres années de règne, non à partir de la mort de Siptah, mais à partir de la mort de son époux Séthi II. La fin de règne de Taousert est très peu documentée. La date connue la plus haute est l'an 8, soit moins de deux ans d'un règne solitaire effectif. Ses successeurs Sethnakht et Ramsès III ne l'ont pas considéré comme légitime. Selon toute vraisemblance, une guerre civile a éclaté dans le nord du pays et l'instigateur du conflit semble être Sethnakht, le fondateur de la XXe dynastie. Ce membre de la caste militaire n'a visiblement pas supporté qu'une femme accède à la tête du pays. Aussi fait-il débuter ses années de règne, non à partir du jour de sa victoire, mais à partir du moment où il décide de prendre les armes contre la pharaonne. La généalogie de Sethnakht est inconnue. Aucun document ne le rattache à la lignée de Ramsès II, mais les petits-fils royaux n'ont généralement pas pour habitude de mettre en avant leurs origines. Il est cependant difficile de croire que l'ensemble des petits-fils et arrière-petits-fils de Ramsès II qui sont encore en vie à ce moment aient pu accepter sans protestation qu'une toute nouvelle famille royale — des parvenus, en somme — accède au pouvoir suprême. L'hypothèse la plus probable est que la pharaonne Taousert avait perdu les rênes du pouvoir après être entrée en conflit avec le clan issu du prince Khâemouaset, le vizir Hori ayant apporté son soutien à Sethnakht. On ne sait rien de la mort de Taousert. Visiblement, malgré le conflit, Sethnakht a présidé à ses funérailles dans le but politique de légitimer son règne. Vieillissant, Sethnakht meurt après deux années de règne, et laisse la place à son fils Ramsès III, déjà dans la quarantaine.

## Conspiration contreRamsèsIII

### Exposé des faits

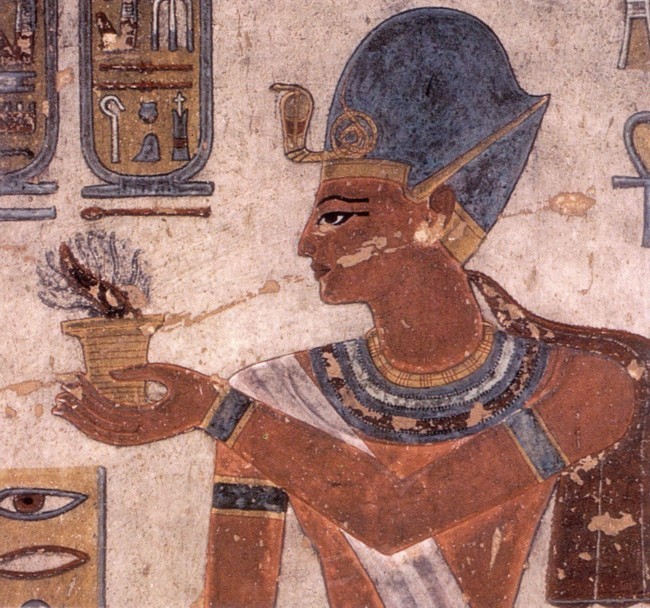
Portrait de Ramsès III - - Vallée des Rois (KV11).

Dans la 32e année du règne de Ramsès III se produit la Conspiration du harem, un coup d'état qui vise à remplacer l'héritier légitime, le futur Ramsès IV, fils de la reine Iset, par le prince Pentaour, fils de la reine Tiyi, une épouse secondaire. Cette affaire est documentée par un ensemble d'écrits dont le Papyrus judiciaire de Turin et le Papyrus Harris. D'après un examen par imagerie médicale effectué en 2012 sur la momie, Ramsès III semble avoir été égorgé,. Sur ce point, les sources écrites nient la réussite de l'action derrière des formules stéréotypées ; sans doute y éprouvait-on quelque réticence à exprimer clairement les faits. La conspiration est de grande ampleur, nombre de dignitaires du harem sont impliqués. Des hommes armés sont appelés à marcher contre le palais. Le complot a des ramifications jusque dans les provinces où des séditieux sont appelés à jouer les fauteurs de trouble. Les conjurés menés par la reine Tiyi ont cependant échoué à remplacer l'héritier légitime. Prenant le dessus, Ramsès IV monte une cour de justice composée de douze magistrats. Les condamnations pleuvent sur une trentaine de comploteurs, actifs ou passifs : vingt-deux sont exécutés, 11 sont incités au suicide dont le prince Pentaour. Signe de la déliquescence du pouvoir monarchique, lors du procès, trois juges et deux policiers se laissent corrompre par des promesses de parties fines au sein du harem. Dénoncés, ils sont arrêtés pour collusion et condamnés à l'ablation du nez et des oreilles. La conspiration s'augmente d'un volet surnaturel car les conjurés ont rallié à eux des prêtres experts en sorcellerie. Tout au long de son règne, Pharaon est protégé par une magie prophylactique basée sur l'identification du roi à Rê et des séditieux à Apophis. Pour arriver à leurs fins, les comploteurs ont pratiqué l'envoûtement pour neutraliser la garde palatiale et pour démonter l'apparat magique entourant le pharaon.

### RamsèsIIIégorgé

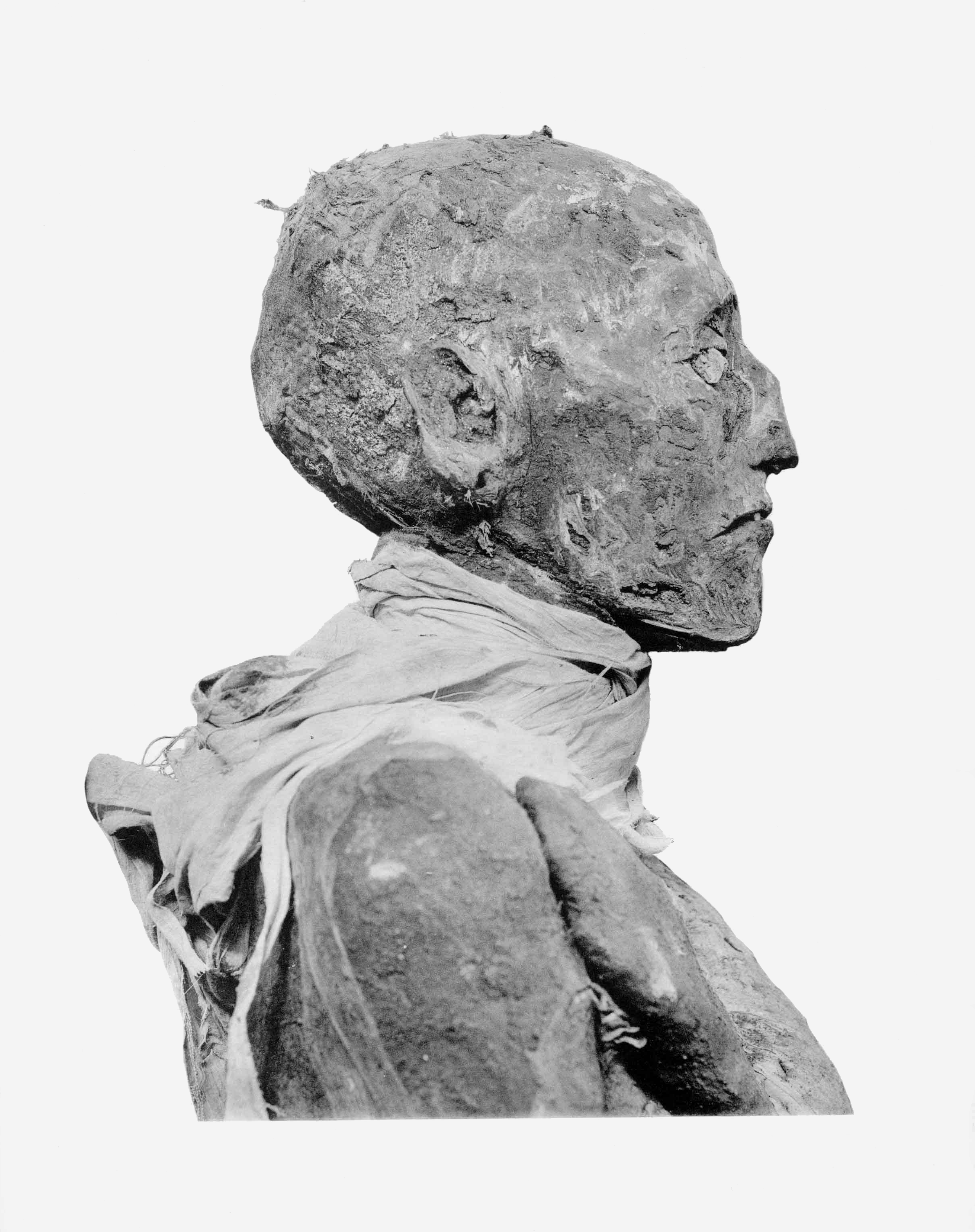
Momie de Ramsès III (vue de profil).

De tous les pharaons suspectés d'avoir péri lors d'une conspiration, seule la momie de Ramsès III est parvenue jusqu'à nous. Comme une cinquantaine d'autres momies royales et princières, la dépouille de Ramsès a été découverte le 6 juillet 1881 par Gaston Maspero dans la cachette royale de Deir el-Bahari (TT320). Cinq ans plus tard, le 1er juin 1886, la momie a été démaillotée de ses bandelettes par le même égyptologue. À présent, le corps est exposé au Musée égyptien du Caire et n'est plus enveloppé que par une toile de couleur brune-orangée fixée par des bandelettes de toiles ordinaires. Le visage est masqué par une couche compacte de résine d'embaumement, mais il apparaît que la tête et la face du souverain ont été rasées de près. Les paupières ont été enlevées et les deux cavités orbitaires ont été vidées et remplies par des chiffons. Les bras sont croisés sur la poitrine, les deux mains posées à plat sur les épaules. Le corps semble vigoureux et l'âge au décès est estimé aux alentours des soixante-cinq ans,. La momie est passée sous rayons X dans les années 1960, mais les clichés n'ont pas permis de révéler la cause de la mort. En 1993, dans une biographie consacrée à Ramsès III, Pierre Grandet réfute ainsi que le complot ait provoqué la mort du roi : « il semble plus satisfaisant de supposer que la conspiration n'eut pas la mort pour but mais pour prétexte ».
D'après une étude menée en 2012 par un groupe de scientifiques placé sous la direction de Zahi Hawass, le souverain semble avoir succombé à une mort violente. Des images par scanner ont révélé une grave blessure dans la gorge de la momie de Ramsès III, directement sous le larynx. La blessure est large d'environ 70 mm et s'étend profondément jusqu'aux os, entre les 5e et 7e vertèbres cervicales. Dans les tissus mous, tous les organes de cette région ont été sectionnés, comme la trachée, l'œsophage et les gros vaisseaux sanguins. L'étendue de la plaie indique qu'elle pourrait avoir causé une mort quasi immédiate. Une petite amulette Oudjat ou « Œil d'Horus » plate, en pierre semi-précieuse et d'environ 15 mm de diamètre, a été introduite par les embaumeurs dans le bord inférieur droit de la plaie pour garantir au défunt protection et bonne santé.

### Principaux conspirateurs

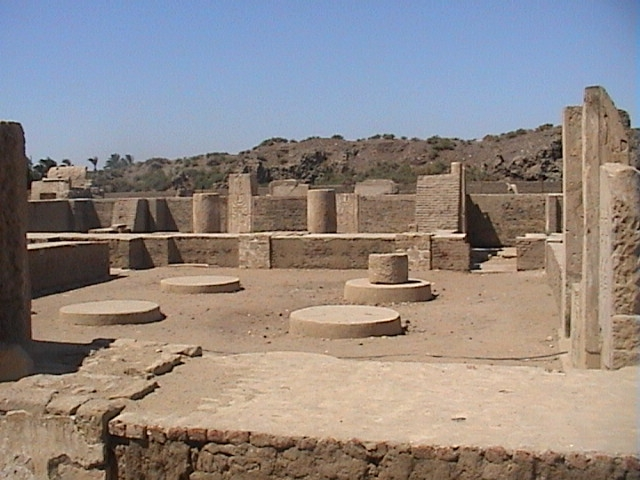
Ruine du palais royal à Médinet Habou - salle des audiences.

La conspiration est clairement une affaire de succession. Le pharaon Ramsès III entend faire de son fils, le prince Ramsès, son successeur. Au moment du complot, ce fils de la reine Isis Tahemdjeret porte les titres de prince héritier, général et scribe royal. Le but des conspirateurs est de passer outre à la volonté du vieux monarque et de placer à la tête du pays le prince Pentaour, fils de la reine Tiyi. Tout était prêt pour que son règne débute ; une titulature avait même été élaborée : 

« Pentaour, celui à qui avait été donné cet autre nom. Il fut traduit à cause du fait qu'il s'était mis de mèche avec Tiyi, sa mère, quand elle ourdissait les projets avec les femmes du harem, faisant rébellion contre son maître. On le fit comparaître devant les échansons pour son interrogatoire. On constata qu'il était coupable. On l'abandonna à sa place. Il se donna la mort lui-même. »

— Papyrus judiciaire de Turin (extrait). Traduction de Pascal Vernus.
Selon le compte rendu judiciaire, plus que Pentaour, la reine Tiyi est la principale instigatrice du complot. Forte de son influence dans le harem, elle a su se rallier d'autres femmes de cette institution. La liste des condamnés indique qu'au moins six femmes sont impliquées, des épouses de portiers. De hauts fonctionnaires du harem, censés assurer la sécurité, sont impliqués : Panik, directeur de la chambre du roi et son subordonné immédiat Pendouaou, scribe de la chambre du roi. À titre passif, pour non-dénonciation sont condamnés les contrôleurs Patchaouemdiimen, Karpous, Khâmopet, Khâemmal et l'échanson Sethyemperdjehouty, le scribe Pairy et le lieutenant du harem Imenkhâou.

Le chambellan Pabakkamon est vraisemblablement le personnage incontournable de la conspiration, son rôle étant de transmettre les ordres vers l'extérieur du palais afin que se mette en place une sédition armée : 

« Il fut traduit à cause du fait qu'il s'était mis de mèche avec Tiyi et les femmes du harem ; il s'associa avec elles. Il se mit à faire passer à l'extérieur leurs messages pour leurs mères et leurs frères qui étaient là-bas, à savoir : « Rassemblez des gens, menez une guerre pour faire rébellion contre votre maître ! » »

— Papyrus judiciaire de Turin (extrait). Traduction de Pascal Vernus.

### Liste des conspirateurs
La plupart des noms des conspirateurs contre Ramsès III ont été effacés des monuments où ils ont été gravés. Dans les documents du procès, par exemple dans le Papyrus judiciaire de Turin, ils sont changés en des noms d'infamie qui, tout en retenant la consonance, en inverse la signification, ce qui revient à proférer une véritable malédiction.
La liste ci-dessous reprend et suit l'énoncé du Papyrus judiciaire :
| Nom infamant         | Signification                   | Nom véritable  | Signification                  | Fonction                                                             |
| -------------------- | ------------------------------- | -------------- | ------------------------------ | -------------------------------------------------------------------- |
| Pabakkamon           | Ce serviteur aveugle            | jamais révélé  | Le serviteur d'Amon            | Chef de la chambre                                                   |
| Mésedsourê           | Rê le hait                      | Méryrê         | L'aimé de Rê                   | Échanson                                                             |
| Panik                | Le démon                        |                |                                | Directeur du harem                                                   |
| Pendouaou            |                                 |                |                                | Scribe du directeur du harem                                         |
| Patchaouemdiamon     |                                 |                |                                | Contrôleur du harem                                                  |
| Karpous              |                                 |                |                                | Contrôleur du harem                                                  |
| Khâemopet            |                                 |                |                                | Contrôleur du harem                                                  |
| Khâemmal             |                                 |                |                                | Contrôleur du harem                                                  |
| Séthyemperdjehouty   | Seth est dans le temple de Thot |                |                                | Contrôleur du harem                                                  |
| Séthyemperamon       | Seth est dans le temple d'Amon  |                |                                | Échanson                                                             |
| Oulen                |                                 |                |                                | Échanson                                                             |
| Âshahebsed           |                                 |                |                                | Adjoint de Paybakkamen                                               |
| Palik                |                                 |                |                                | Échanson et scribe                                                   |
| Libou Yenen          |                                 |                |                                | Échanson                                                             |
| six femmes           |                                 |                |                                | épouses des hommes de la porte du harem                              |
| Payiri fils de Roumâ |                                 |                |                                | Chef du trésor                                                       |
| Binemouaset          | Mauvais dans Thèbes             | Khâemouaset    |                                | Chef des troupes de Koush                                            |
| Payis                | Le chauve                       | Pahemnétjer    | Le prêtre                      | Général                                                              |
| Messouy              |                                 |                |                                | Scribe à la maison de vie                                            |
| Parâkamenef          | Rê l'aveugle                    | Parâherounemef | Rê est à sa droite             | Prêtre ritualiste en chef                                            |
| Iyry                 |                                 |                |                                | Prêtre ritualiste, chef des prêtres de la déesse Sekhmet de Bubastis |
| Nebdjéfaou           |                                 |                |                                | Échanson                                                             |
| Shâdmesdjer          | Celui dont l'oreille est coupée | Ousekhnemtet   | Celui dont la marche est aisée | Scribe à la maison de vie                                            |
|                      |                                 | Pentaour       |                                | Fils de Ramsès III et de Tiyi                                        |
|                      |                                 | Tiyi           |                                | Épouse de Ramsès III                                                 |
| Hentouenimen         |                                 |                |                                | Échanson                                                             |
| Amonkhâou            |                                 |                |                                | Substitut du harem                                                   |
| Pairy                |                                 |                |                                | Scribe de la chambre du roi                                          |

### Sorcellerie
Lors de l'instruction de l'affaire, il est apparu aux juges que les conspirateurs, pour arriver à leur fins, ont estimé utile d'avoir recours à un groupe de prêtres habiles dans l'art de la sorcellerie.

Le Papyrus judiciaire de Turin mentionne les noms de Parêkamenef, magicien, de Messoui et Shâdmesdjer, scribes de la maison de vie ainsi que celui de Iyry, directeur des prêtres-purs de Sekhmet. La maison de vie est une sorte de bibliothèque où sont entreposés des grimoires, tandis que le culte de la déesse lionne Sekhmet nécessite la connaissance de pratiques incantatoires. Des recettes magiques ont été sorties subrepticement hors de la bibliothèque royale, des potions soporifiques ont été concoctées et des figurines de cire ont été modelées pour envoûter les gardes du palais : 

« Il se mit à faire des écrits magiques pour désorganiser et jeter la confusion, en faisant quelques dieux de cire et quelques philtres pour rendre sans force les membres humains, et à les remettre à Pabakkamen (…) et aux autres grands ennemis avec ces mots : « Introduisez-les », et, bien entendu, ils les introduisirent. Et quand il les fit rentrer, furent faites les mauvaises actions qu'il fit. »

— Papyrus Rollin (extrait). Traduction de Pascal Vernus.

### Condamnations

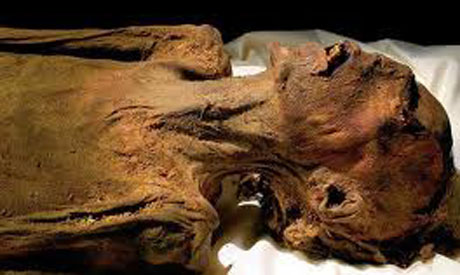
Momie attribuée à Pentaour fils de Ramsès III.

Selon le papyrus judiciaire de Turin, Ramsès III — ou plus exactement Ramsès IV, qui use de la caution légale de son père défunt — constitue une commission de douze personnes pour juger les conspirateurs. Elle est constituée de deux chefs du trésor, Montouemtaouy et Payefraouy, d'un haut courtisan, le porteur de flabellum Kar, de cinq échansons, Paybaset, Qédenden, Baâlmaher, Pairousounou et Djéhoutyrekhnéfer, du héraut royal Penrennout, de deux scribes du bureau des dépêches, Mây et Parâemheb et du porte-étendard de l'armée, Hori. Trois d'entre eux se laissent corrompre au cours de l'enquête par le général Payis, et sont à leur tour l'objet de poursuites. Paybaset est remplacé par l'échanson Méroutousyimen ; on ne connaît pas les remplaçants de Mây et d'Hori.
Les accusés, tous qualifiés de « grand ennemi », sont déférés au « bureau d'enquête » et sont soumis à la question. Ils avouent rapidement.
Les juges dressent plusieurs listes d'accusés. Ceux de la première voient leurs noms transformés afin qu'ils soient voués à la déchéance éternelle. Ils sont exécutés sans que l'on sache précisément comment. Le texte se contente d'utiliser la formule « Leur peine est venue vers eux ». Ceux de la seconde, du fait de leur proximité avec la fonction royale, Pentaour le premier, sont condamnés au suicide : « On les abandonna à eux-mêmes dans la place d'interrogatoire. Ils se donnèrent la mort eux-mêmes avant qu'on ne leur eût fait violence ». Les juges corrompus subissent des mutilations, oreilles et nez. L'un d'eux, Paybaset, se suicide à la suite de cette peine à vocation infamante,.
En ce qui concerne la reine Tiyi et les proches de la famille royale, les dames du harem complices, les sources disponibles ne donnent aucune précision quant à leur sort.